# Rembrandt
Rembrandt Harmenszoon van Rijn ([ˈrɛmbrɑnt ˈɦɑrmə(n)soːn vɑn ˈrɛin]ⓘ Leiden, 15 de julio de 1606-Ámsterdam, 4 de octubre de 1669), más conocido simplemente como Rembrandt, fue un pintor y grabador neerlandés. La historia del arte lo considera uno de los mayores maestros barrocos de la pintura y el grabado, el artista más importante de la historia de los Países Bajos. Su aporte a la pintura coincide con lo que los historiadores llaman la Edad de Oro neerlandesa, el momento cumbre de su cultura, ciencia, comercio, poderío e influencia política.
Alcanzado el éxito en la juventud, sus últimos años estuvieron marcados por la tragedia y la ruina. Sus dibujos y pinturas siempre fueron muy populares, gozando también de gran predicamento entre los artistas y durante veinte años se convirtió en el maestro de casi todos los pintores neerlandeses. Entre los mayores logros creativos de Rembrandt están los magistrales retratos que realizó para sus contemporáneos, sus autorretratos y sus ilustraciones de escenas bíblicas. En sus autorretratos se observa la mirada humilde y sincera de un artista que trazó en ellos su biografía.
Tenía un profundo conocimiento de la iconografía clásica; en sus pinturas y grabados solía interpretarla en libertad para ajustarla a su experiencia. Así, en la representación de una escena bíblica, solía combinar su conocimiento del texto con su particular concepto de la composición clásica y algunas observaciones anecdóticas de la población judía de Ámsterdam. Por la empatía con que retrató la condición humana, ha sido considerado «uno de los grandes profetas de la civilización».

Ningún artista combinó nunca tan delicada habilidad con tanta energía y poder. Diccionario Biográfico Chambers.

## Biografía

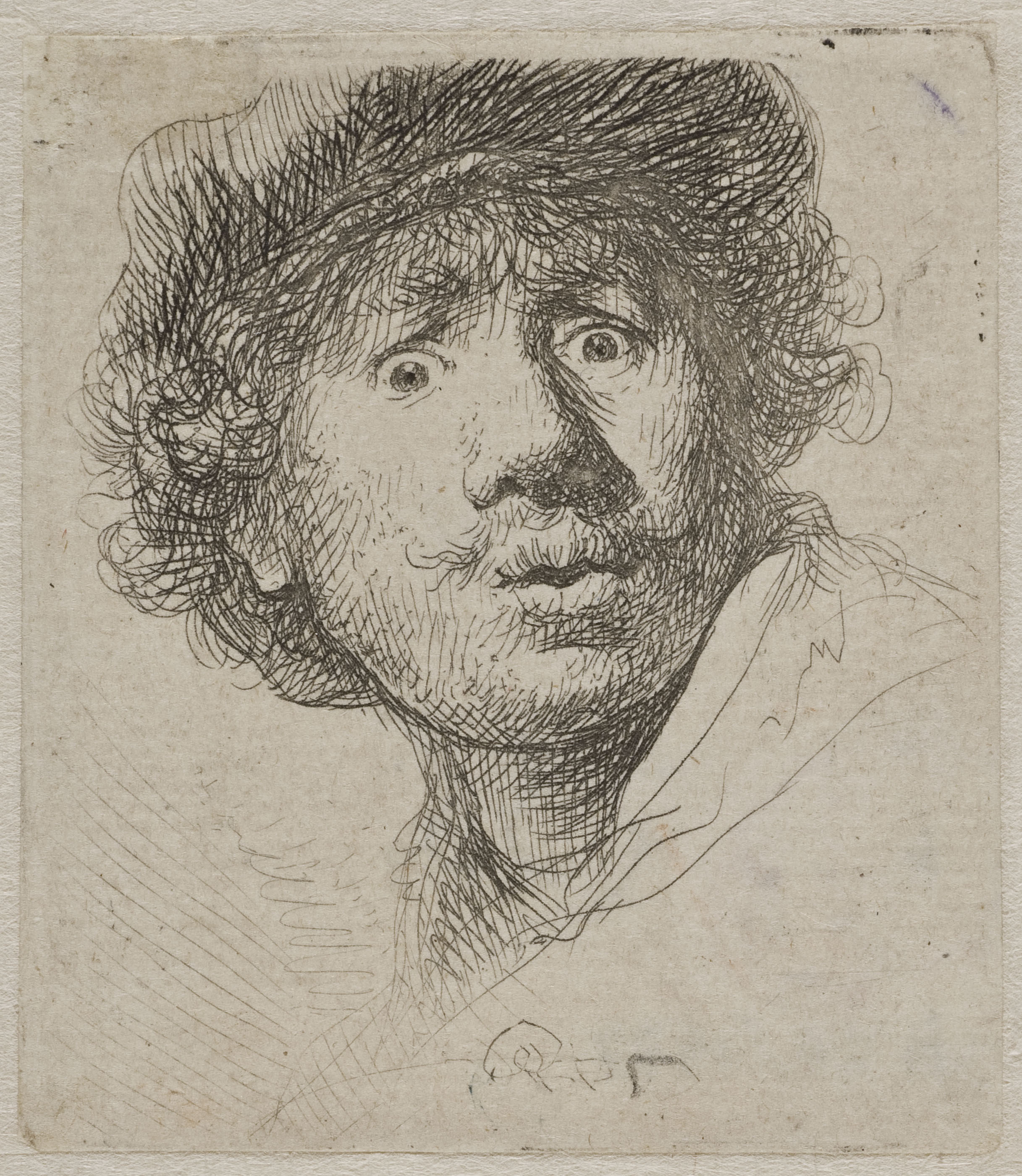
Autorretrato con capa y ojos muy abiertos, aguafuerte y buril, 1630.

Rembrandt Harmenszoon van Rijn nació el 20  de julio de 1606 en Leiden, Países Bajos. Fue el noveno hijo del matrimonio formado por Harmen Gerritszoon van Rijn y Cornelia (llamada Neeltgen) Willemsdochter van Zuytbroeck. De familia acomodada —su padre era molinero y su madre la hija de un panadero, profesiones entonces muy lucrativas—, Rembrandt recibió su educación básica en latín, y asistió a la Universidad de Leiden. Según sus coetáneos, el joven ya manifestaba una marcada afición a la pintura, que le llevó a convertirse en aprendiz de un pintor de historia de Leiden llamado Jacob Isaacsz. van Swanenburg, con quien estudiaría durante tres años, de 1621 a 1623.
Tras un breve, pero intenso aprendizaje de seis meses con el célebre Pieter Lastman, en Ámsterdam, Rembrandt inauguró su propio estudio en Leiden en 1624 o 1625 —las fechas difieren según cada fuente—, que compartiría con su amigo y colega Jan Lievens. En 1627, empezó a impartir clases de pintura, y entre sus numerosos alumnos destacó Gerrit Dou.
En 1629 fue descubierto por el estadista Constantijn Huygens —padre del célebre matemático y físico Christiaan Huygens—, quien le facilitaría importantes encargos de la corte de La Haya. Como resultado de esta relación, el príncipe Frederik Hendrik fue adquiriendo obras de Rembrandt hasta 1646.
A finales de 1631, Rembrandt se mudó a Ámsterdam, la capital económica del país, que crecía vertiginosamente gracias al comercio. Empezó a trabajar como retratista profesional de creciente éxito. Alojado en casa de un marchante de arte llamado Hendrik van Uylenburg, en 1634 contrajo matrimonio con su prima Saskia. Saskia era una joven de buena familia: su padre había sido abogado y burgomaestre de Leeuwarden. Cuando Saskia quedó huérfana, siendo la hermana menor, tuvo que irse a vivir con su hermana en Het Bildt. El matrimonio, celebrado en la iglesia local de Sint Annaparochie, no contó con la asistencia de los parientes de Rembrandt. Ese año se convirtió en un miembro más de la burguesía de Ámsterdam, así como de la sociedad local de pintores. Entre sus nuevos alumnos figuraban Ferdinand Bol y Govert Flinck.

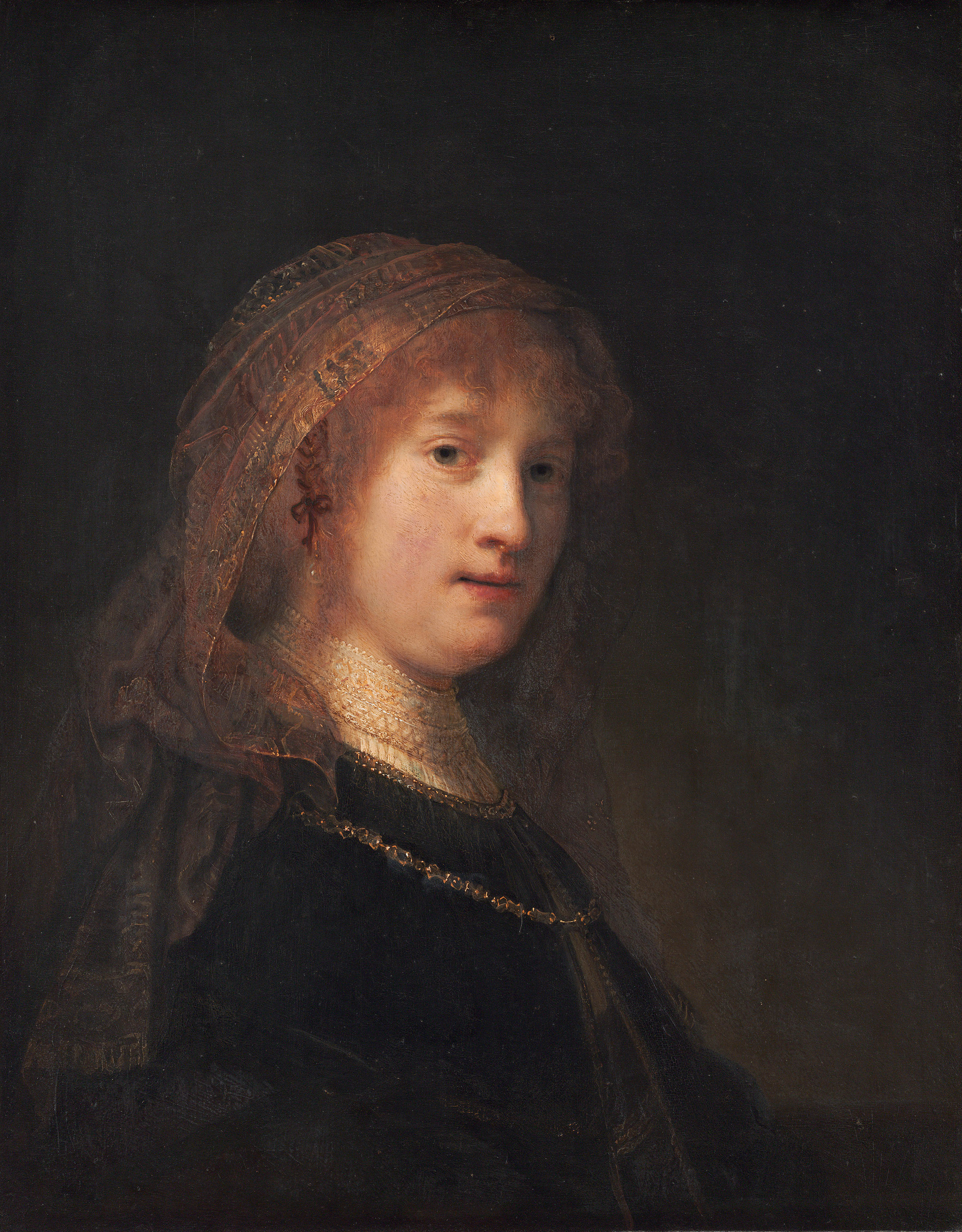
Retrato de Saskia van Uylenburgh, sobre 1635.

En 1635 el joven matrimonio se mudó a su nueva casa, situada en el elegante barrio de Nieuwe Doelenstraat. En 1639 se volvieron a mudar a la Jodenbreestraat, en el floreciente barrio judío, aún más caro. En realidad, Rembrandt podía haber pagado sobradamente el piso, pero al parecer su nivel de gastos siempre se mantuvo equilibrado con su nivel de ingresos, y también pudo haber realizado algunas inversiones poco afortunadas. De cualquier modo, la presencia judía en el barrio le dio la oportunidad de encontrar rostros y figuras muy apropiadas para las escenas del Antiguo Testamento que entonces empezó a pintar. Pese a la inicial bonanza económica, con el paso del tiempo la pareja atravesó numerosos reveses: así, su hijo Rombertus murió a los dos meses de su nacimiento, en 1635, y su hija Cornelia murió a las tres semanas de edad, en 1638. En 1640 el matrimonio tuvo una segunda hija, a la que también llamaron Cornelia, y que falleció al mes. Solo su cuarto hijo, Titus van Rijn (nacido en 1641) llegó a alcanzar la madurez. Saskia falleció en 1642, al poco del parto de Titus, probablemente por tuberculosis. Los dibujos de Rembrandt del lecho de muerte de su esposa son imágenes profundamente conmovedoras. De cualquier modo, durante la enfermedad de Saskia contrataron a Geertje Dircx como niñera de Titus, y probablemente pasó a ser también la amante de Rembrandt. Más tarde, acusaría a Rembrandt de perjurio y obtendría una indemnización de 200 florines al año. Enterado de que Geertje había empeñado varias joyas que Rembrandt le había regalado a Saskia, el pintor hizo lo posible para mantenerla durante 12 años en un hospicio para pobres en Gouda.
A finales de 1640 Rembrandt comenzó una relación con la mucho más joven Hendrickje Stoffels, a quien había contratado como asistenta doméstica. El nacimiento en 1654 de su hija Cornelia motivó el envío de una carta acusatoria de parte de su iglesia reformada, en la que se le incriminaba «haber cometido los actos de una prostituta con Rembrandt el pintor». Habiéndolo admitido, fue excomulgada. Rembrandt, en cambio, no tuvo que enfrentar ningún cargo, puesto que no era miembro de dicha iglesia. Aunque el matrimonio era válido a efectos legales, Rembrandt no se casó con Henrickje para no hacer peligrar la herencia de Titus, hijo de su anterior matrimonio.

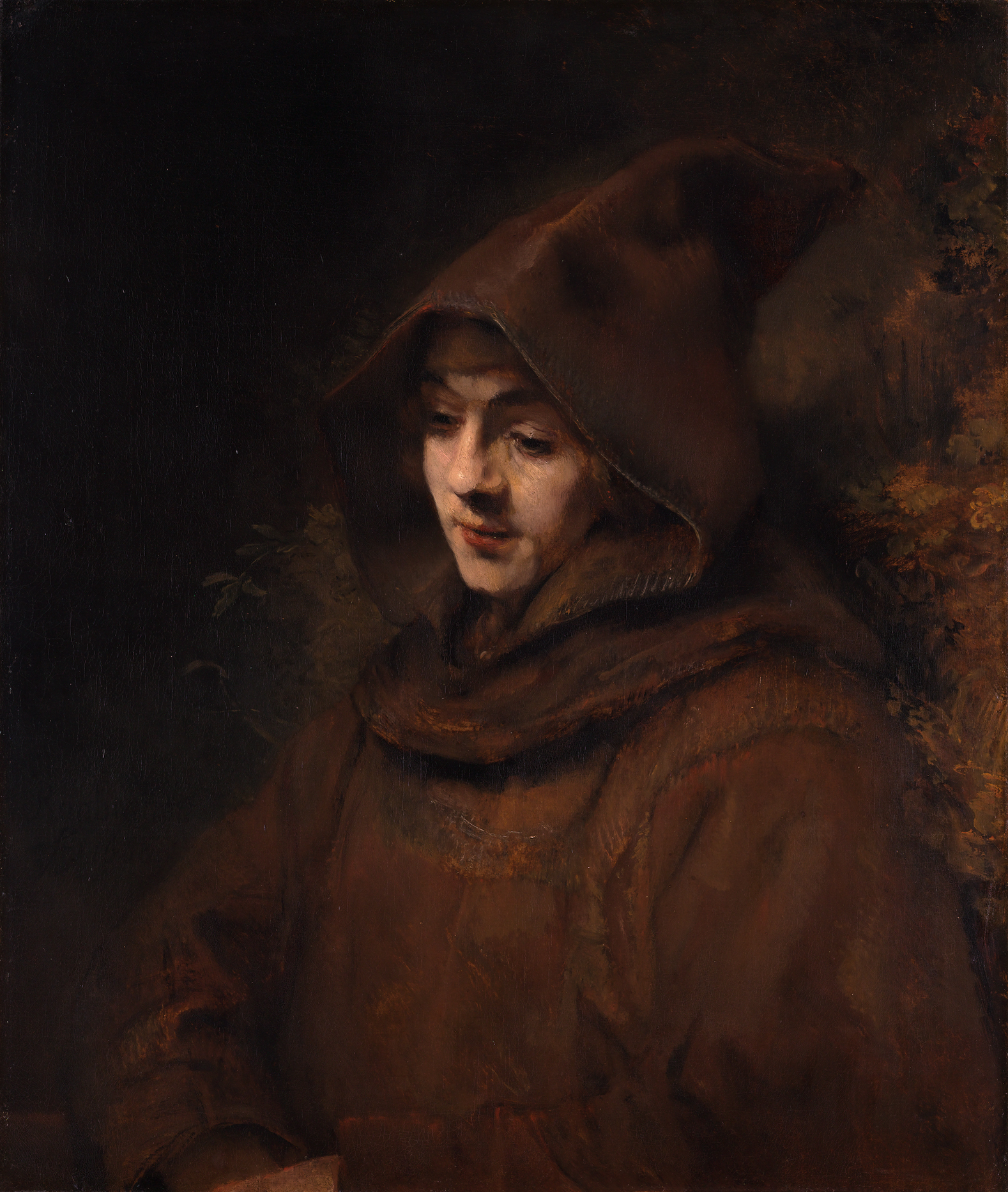
Titus, el hijo de Rembrandt, vestido como un monje (1660).

Rembrandt siempre vivió por encima de sus posibilidades, invirtiendo en arte —a veces pujando por sus propias pinturas—, grabados —que solía utilizar en sus pinturas— y todo tipo de curiosidades. En 1656 ya se tomaron ciertas medidas en los juzgados para impedir su declaración de bancarrota, y el artista tuvo que vender la mayoría de sus pinturas y buena parte de su colección de antigüedades. En el albergue La corona imperial de Ámsterdam tuvo lugar una subasta de todos sus bienes.
La lista de objetos subastados se ha conservado, y da una idea de las posesiones materiales del pintor: dibujos y pinturas de los viejos maestros flamencos, bustos de emperadores romanos, fragmentos de armaduras japonesas, curiosidades traídas de Extremo Oriente, y colecciones de rarezas naturales y minerales. Los beneficios de estas ventas, realizadas entre 1657 y 1658, resultaron decepcionantes, de modo que en 1660 no tuvo más remedio que vender su casa y su taller de grabado y mudarse a un apartamento más modesto en Rozengracht.
Rembrandt aún gozaba de cierto prestigio, y tanto las autoridades como sus acreedores solían mostrarse bastante tolerantes. La paradoja es que la sociedad de pintores de Ámsterdam lo consideró un escándalo, y adaptó sus reglamentos para que nadie que estuviese en una situación económica como la de Rembrandt pudiese comerciar como pintor. Para evitar esta medida, Hendrickje y el propio Titus abrieron su propio negocio de arte en 1660, en el que Rembrandt trabajaba como «empleado».
Así, en 1661, esta «agencia artística» recibió el encargo de realizar una pintura para el recién construido ayuntamiento, pero solo después de que Govert Flinck, el artista que había recibido el encargo, falleciese sin haber dado una sola pincelada. Por desgracia, la obra resultante —La conspiración de Claudius Civilis— fue rechazada y devuelta al pintor; el único fragmento conservado es solo parte de la obra realizada. Fue por entonces cuando Rembrandt, afectado por la edad y la pobreza, admitió a Aert de Gelder como su último estudiante
. Hacia 1662 aún recibía encargos importantes de retratos de las personalidades de su entorno. El mismo Cosme III de Médici, gran duque de Toscana visitó a Rembrandt en su domicilio, cuando llegó a Ámsterdam en 1667.
Rembrandt sobrevivió tanto a Hendrickje —fallecida en 1663— como a su hijo Titus, que murió el 7 de septiembre de 1668, dejándole una nieta. Rembrandt murió un año después del fallecimiento de su hijo, el 4 de octubre de 1669, y fue enterrado en una tumba sin nombre en el Westerkerk de Ámsterdam.

## Obra

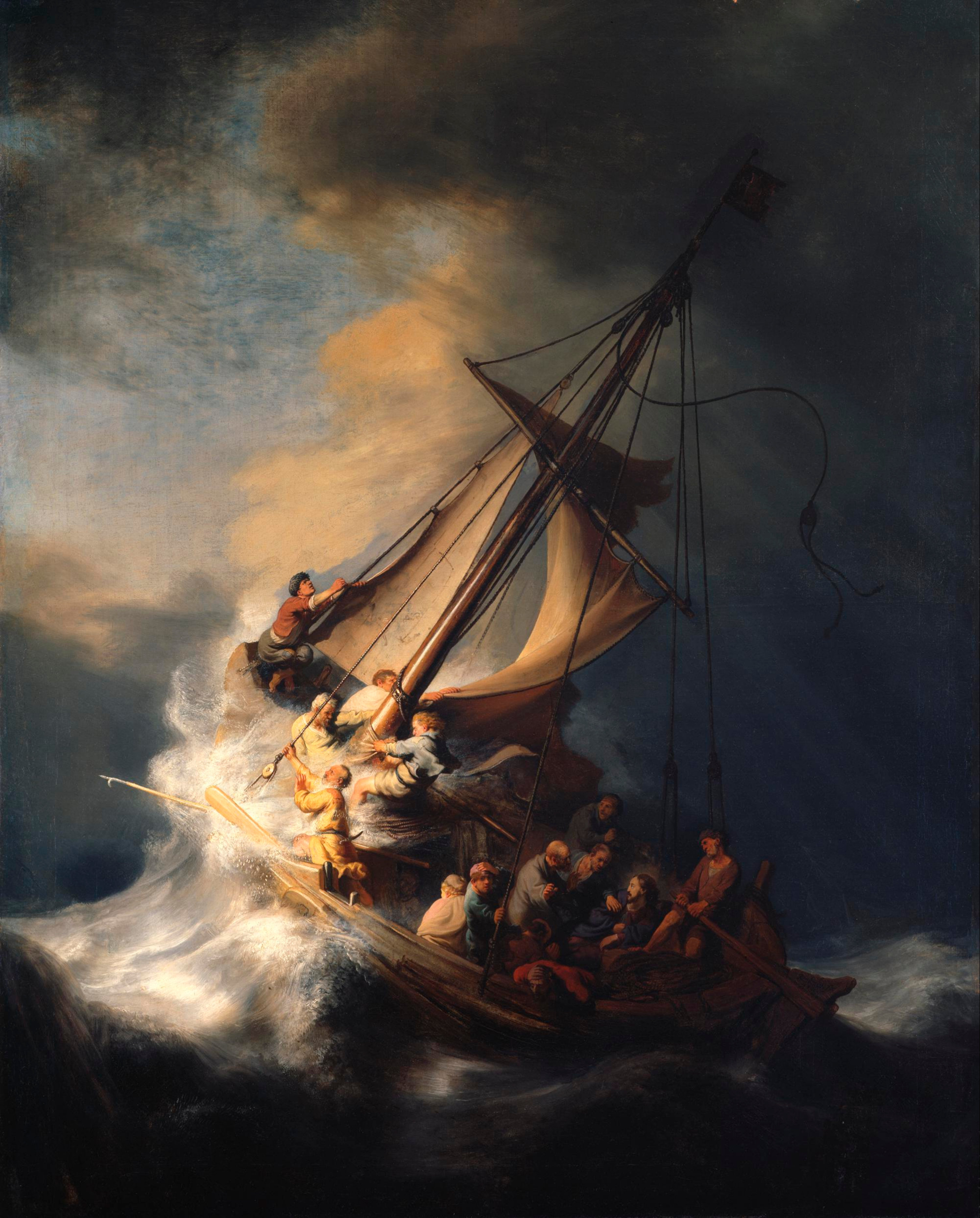
La tormenta en el mar de Galilea, 1633. Obra en paradero desconocido desde su robo del museo Isabella Stewart Gardner en 1990.

En una carta a Huygens, Rembrandt ofrece el único testimonio conservado sobre sus aspiraciones como artista: «[alcanzar] el movimiento más grande y más natural», si con esto se refería a sus objetivos materiales o de otro tipo es algo sujeto a la especulación, de cualquier modo Rembrandt representa la fusión entre lo corpóreo y lo espiritual como pocos pintores en el arte occidental.
A principios del siglo XX, algunos estudiosos estimaron la obra de Rembrandt en unas 600 pinturas, casi 400 grabados y cerca de 2000 dibujos. Investigaciones realizadas desde 1960 hasta la actualidad —lideradas por el Proyecto de Investigación Rembrandt, coordinado por varios expertos neerlandeses sobre el pintor— han reducido esta cifra en unas 300 pinturas, aunque no sin generar cierta polémica. Respecto a los grabados, generalmente realizados mediante punta seca o al aguafuerte, la cifra estimada es más estable, y se aproxima a las 300 piezas. Es probable que Rembrandt realizase más de los 2000 dibujos que se le atribuyen, pero incluso esa cifra es posiblemente demasiado elevada según los estudios contemporáneos.
En cierto momento se contaban hasta 90 autógrafos distintos de Rembrandt, aunque en la actualidad se sabe que muchos de sus alumnos debían copiar sus pinturas como parte de su aprendizaje. Investigaciones más recientes han reducido esta cifra hasta las 40 pinturas, suprimiendo algunos dibujos y 31 grabados, entre los cuales se cuentan algunas de las imágenes más representativas del grupo. Muchos de sus autorretratos le muestran con ropajes anacrónicos, o haciéndose muecas a sí mismo. Sus autorretratos muestran la evolución desde el atribulado joven con talento, y el pintor exitoso de la década de 1630 hasta los sombríos retratos de su vejez, de enorme profundidad psicológica. Juntos componen la imagen de un hombre que atravesó todos los estados de la vida, y cuya expresión refleja las fuertes sacudidas que sufrió su espíritu a lo largo de su existencia.
Entre las características más notables de su obra se destacan su uso del claroscuro, el manejo escenográfico de la luz y la sombra —muy influido por Caravaggio, o, es posible que más aún por la escuela de los Caravaggisti de Utrecht— adaptados a sus propios fines. Igual de destacables son su visión dramática y emotiva de temas que tradicionalmente habían sido tratados de una forma impersonal: Rembrandt se caracteriza por el sentimiento de empatía que desprende su visión de la humanidad, con independencia de la riqueza o la edad del retratado. Su propio entorno familiar —su mujer Saskia, su hijo Titus, su amante Hendrickje— suelen aparecer de forma visible en sus pinturas, en ocasiones representando temas bíblicos, históricos o mitológicos.

### Períodos, temas y estilo

El rapto de Europa, 1632. Óleo sobre tabla. Esta obra se ha considerado «un brillante ejemplo de la Edad de Oro de la pintura barroca».

Rembrandt haría suyos los géneros del retrato, el paisaje y la pintura narrativa. Por esta última sería ensalzado por sus contemporáneos, que le consideraban un maestro en la interpretación de pasajes bíblicos por su profundidad emocional y su cuidado de los detalles. En lo estilístico, su pintura evolucionó de la suavidad de sus principios —caracterizada por una excelente técnica de representación ilusionista de formas— a un tratamiento posterior, más "áspero", que invocaba las cualidades del objeto mediante la calidad táctil o "impasto" con que figuraba en la pintura, que al parecer se debe al uso de plumbonacrita en sus óleos, algo que muy pocos pintores han empleado.
En cuanto al grabado, podría hablarse de un desarrollo similar. En las obras ejecutadas en su madurez, en especial a partir de finales de la década de 1640, la libertad y el aliento de sus dibujos encontrarían expresión también en los medios impresos. En estas obras se combinan tema y técnica de tal modo que en ocasiones, una gran superficie vacía puede sugerir un espacio, mientras que en otras una compleja trama de líneas articula el volumen de formas en penumbra.

#### Leiden (1625-1631)

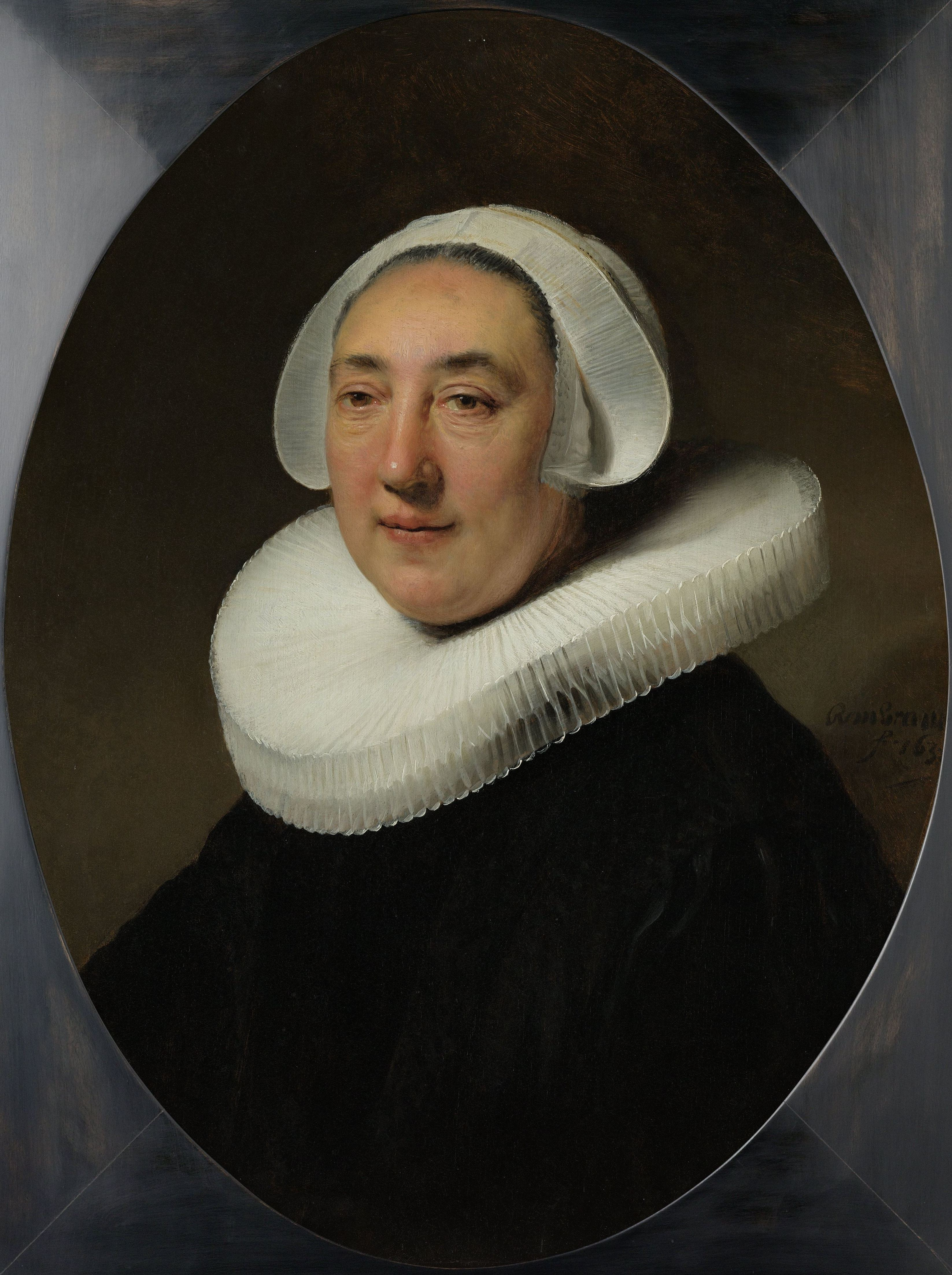
Un típico retrato de 1634, cuando Rembrandt gozaba de un enorme éxito comercial.

Fue durante el período de Rembrandt en Leiden (1625-1631) cuando se puede hablar de una mayor influencia de Lastman. Es probable hablar también de cierto influjo de Lievens durante aquella primera etapa de formación. Las pinturas de esta época son bastante pequeñas, pero ricas en detalles, en especial en vestiduras y joyería. Los temas preferidos en esta etapa son obras religiosas y alegóricas, al igual que los tronies, género holandés. En 1626 produjo sus primeros grabados, y la rápida difusión característica de este medio le ganaron fama internacional. En 1629 pintó Judas, devolviendo las monedas de plata y El artista en su estudio, obras que evidencian su progresivo interés en el uso de la luz y el enriquecimiento de sus registros matéricos; esta obra constituye el primer gran progreso de su carrera y un punto clave en su crecimiento como pintor.

#### Primer período en Ámsterdam (1632-1636)
Durante sus primeros años en Ámsterdam, Rembrandt comenzó a pintar escenas bíblicas y mitológicas de carácter más dramático, muy contrastadas y en grandes formatos. A esta época pertenecen El cegamiento de Sansón (1636), La fiesta de Belshazzar (c. 1635) y la Dánae que emulaba el estilo barroco de Rubens. Con la ayuda ocasional de asistentes en su taller de Uylenburgh, Rembrandt satisfizo numerosos encargos de retratos, tanto pequeños (Jacob de Gheyn III) como grandes (Retrato del armador Jan Rijcksen y su esposa, (1633); La lección de anatomía del Dr. Nicolaes Tulp, fechado en 1632).

#### Segundo período en Ámsterdam (1636-1650)

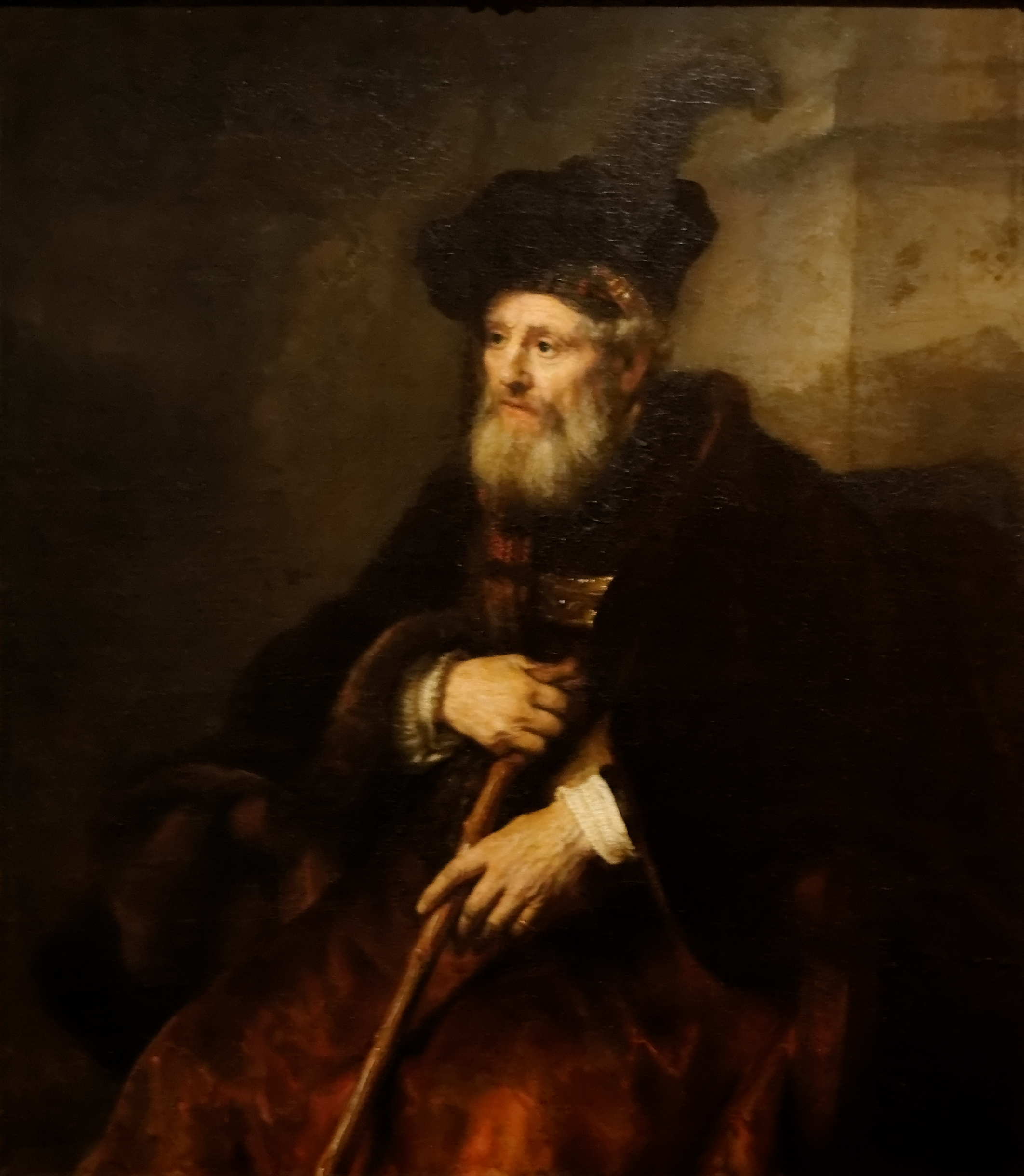
Retrato del hombre viejo (1645), pintura de Rembrandt que marca el cambio a centralidad que ganan los retratos de viejos en su obra

A finales de la década, Rembrandt había producido apenas algunas pinturas y pocos grabados de tema paisajístico. Estas pinturas solían destacar el aspecto dramático de la naturaleza, reflejada en árboles desarraigados y nubes ominosas (Casa de campo ante un cielo tormentoso, 1641; Los tres árboles, 1643). A partir de 1640, Rembrandt fue eliminando los rasgos más pintorescos y su estilo se volvió más sombrío y comedido, quizás debido a las tragedias personales que ya habían empezado a sucederle. Del mismo modo, las escenas bíblicas que había pintado desde su juventud pasaron de centrarse en el Antiguo Testamento a representar pasajes del Nuevo Testamento. En 1642 recibió el encargo de La ronda de noche —su mayor obra y el encargo de retrato colectivo más importante que recibió en este período— y en el que trató de encontrar nuevas soluciones compositivas y narrativas a cuestiones surgidas en obras anteriores.
A lo largo de la siguiente década, sus pinturas adoptaron diversidad de tamaños, técnicas y estilos. La tendencia anterior a crear efectos dramáticos mediante fuertes contrastes de luz y sombra (claroscuro) dio paso a una iluminación frontal y a mayores y más saturadas zonas de color. En simultáneo, las figuras empezarían a disponerse en paralelo al plano del cuadro. Estos cambios pueden ser vistos como un retorno a la composición clásica y, considerando el mayor trabajo de pincelada, pueden sugerir cierta familiaridad con el estilo veneciano. De esta época son obras como Susana y los viejos, (1637-1647). Al mismo tiempo, se da una visible reducción de obras pintadas en favor de grabados y dibujos de paisajes. Esta obra gráfica incorpora el valor dramático a partir de pacíficas escenas rurales neerlandesas.

##### La ronda de noche

La ronda de noche, también conocida como La milicia del capitán Frans Banning Cocq, 1642. Óleo sobre lienzo; en la colección permanente del Rijksmuseum de Ámsterdam.

Rembrandt pintó este cuadro entre 1640 y 1642. La pintura fue llamada Nacht Wacht por los neerlandeses y Night Watch por sir Joshua Reynolds porque en el momento de su descubrimiento los colores al óleo se habían apagado tanto que muchos detalles eran indistinguibles y se parecía bastante a una escena nocturna. Después de sucesivas restauraciones, se reveló que la escena representada era una escena diurna: una partida de mosqueteros pasando de un sombrío patio a la cegadora luz del sol.
La obra fue encargada para el nuevo ayuntamiento de los Kloveniersdoelen, la compañía de mosqueteros encargados de la patrulla urbana. Rembrandt se alejó de la representación convencional de estas agrupaciones —que generalmente eran retratadas de un modo bastante estático y formal— para pintar una escena que sugiere la observación directa de la acción: La milicia abandona el acuartelamiento, disponiéndose para salir de misión.
A pesar de toda la especulación desatada, la obra fue reconocida como un éxito desde el momento de su entrega. Se seccionaron algunas partes del cuadro para ajustarlo a la pared en que estaba destinado a ser colgado cuando se trasladó al ayuntamiento de Ámsterdam en 1715. De cualquier modo, el Rijksmuseum conserva una reproducción a menor escala en la que se aprecia la idea original de la obra, con las cuatro figuras principales en el centro de la imagen. Esta obra expuesta en el Rijksmuseum ocupa toda la pared de la mayor sala de la galería.

#### Período tardío (1650-1669)
|  |  |

Hacia 1650, el estilo de Rembrandt volvió a transformarse. Regresa a los grandes formatos, los colores se vuelven más intensos y las pinceladas más pronunciadas. De este modo, el pintor se alejaba de los rasgos distintivos de su primera época, cuando tendía a trabajar más los detalles. Algunos autores han señalado que pueda deberse a una progresiva identificación con el trabajo de artistas como Tiziano, inscribiendo este período su toma de postura en el debate entonces vigente sobre la primacía del "acabado" o la calidad matérica de la pintura.

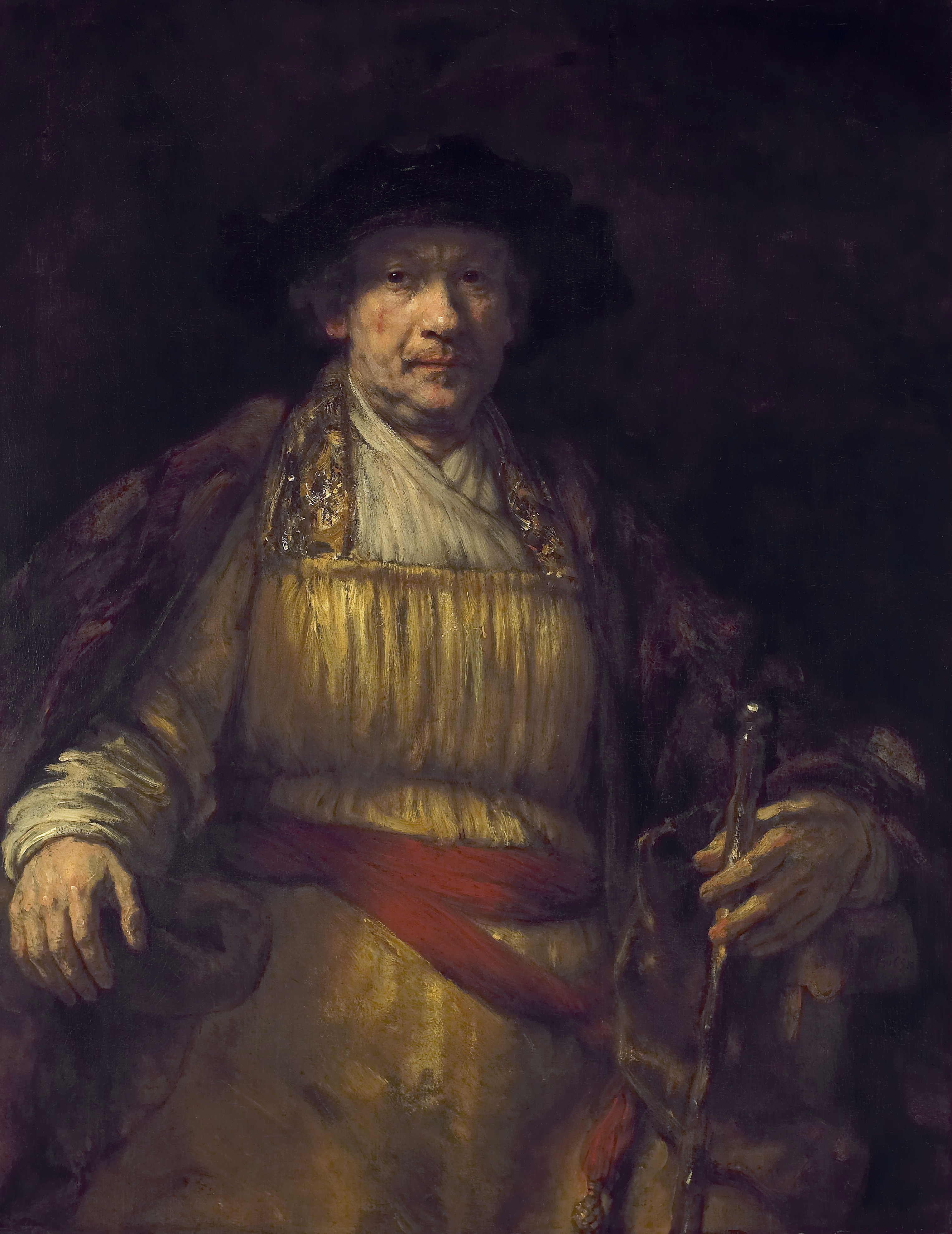
Autorretrato de 1658, una obra maestra en su estilo tardío; «el más sereno y el más grande de todos sus retratos».

Expertos en la obra han señalado en ocasiones la "tosquedad" de la pincelada del Rembrandt de este período, pero se sabe que el autor desaconsejaba a sus visitantes que observasen sus obras desde demasiado cerca. De cualquier modo, este énfasis en las cualidades táctiles de la obra puede remontarse a la pintura medieval, que solía representar las cualidades matéricas de los objetos representados imitando su textura sobre el lienzo. El resultado de este tratamiento es un despliegue de recursos pictóricos que combina transparencias a menudo al parecer azarosas, las cuales sugieren profundidad y textura de una manera ilusionista y a la vez muy personal.
En los últimos años, sus pinturas de tema bíblico tendieron a una mayor personalización de las figuras y sus emociones individuales. (Santiago Apóstol, 1661). Rembrandt comenzó en 1652 una serie de autorretratos impregnados de reflexión, y hasta el año de su muerte realizaría 15 versiones de este tema; así como numerosas y emotivas imágenes de hombres y mujeres enamorados, vivos y ante Dios (La novia judía, 1666). Algunos autores señalaron al respecto:

En los últimos retratos de Rembrandt nos sentimos enfrentados cara a cara con personas reales; sentimos su calidez, su necesidad de simpatía y también su soledad y sufrimiento. La mirada firme y certera que conocemos tan bien gracias a los autorretratos de Rembrandt tiene que haber sido igualmente capaz de mirar directamente al corazón humano.

Y también, sobre La novia judía:

Ésta es una imagen de un amor maduro, una maravillosa amalgama de riqueza, ternura y verdad...esas cabezas, en su verdad, tienen un halo espiritual que ningún pintor influido por la tradición clásica podría alcanzar jamás...

#### Índice de obras principales

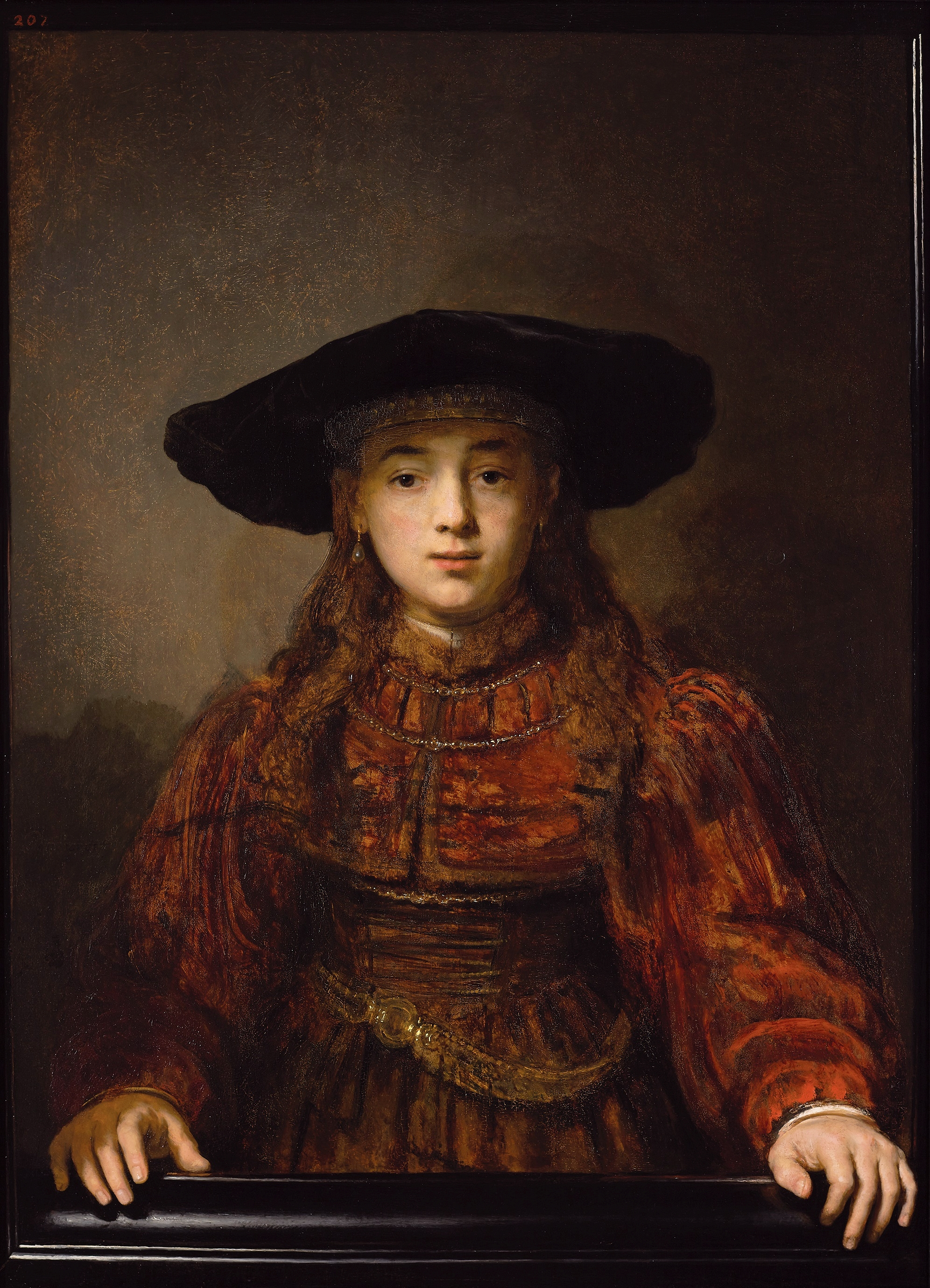
Niña en un marco, 1641, Castillo Real de Varsovia

- 1629 – Un artista en su estudio o El pintor en su estudio (Museo de Bellas Artes de Boston, Massachusetts)
- h. 1629 – Cristo en Emaús (Museo Jacquemart-André, París)
- 1630 – La resurrección de Lázaro (LACMA, Los Ángeles)
- 1630 – Jeremías prevé la destrucción de Jerusalén (Rijksmuseum, Ámsterdam)
- 1630-35 – Turco (Galería Nacional de Arte, Washington D. C.)
- 1631 – Retrato de Nicolaes Ruts (Colección Frick, Nueva York)
- 1632 – Jacob de Gheyn III (Dulwich Picture Gallery, Londres)
- 1631 – Andrómeda encadenada a la roca (Mauritshuis, La Haya)
- 1632 – Lección de anatomía del Dr. Nicolaes Tulp (Mauritshuis, La Haya)
- 1632 – Retrato de un noble oriental (Museo Metropolitano de Arte, Nueva York)
- 1633 – Cristo en la tormenta sobre el lago de Galilea (Museo Isabella Stewart Gardner, Boston; actualmente en paradero desconocido[57])
- 1633 – El descendimiento de la cruz (Alte Pinakothek, Múnich)
- 1633 – El rapto de Europa (Museo J. Paul Getty, Los Ángeles)
- 1634 – Judith en el banquete de Holofernes, cuadro antes conocido como La reina Artemisa (Museo del Prado, Madrid)
- 1635 – La fiesta de Belshazzar (Galería Nacional, Londres)
- 1635 – El sacrificio de Isaac (Museo del Hermitage, San Petersburgo)
- 1636 – La ceguera de Sansón (Instituto Städel, Fráncfort del Meno)
- 1636 – Dánae (Museo del Hermitage, San Petersburgo)
- 1636 - Susana y los viejos (Mauritshuis, La Haya)
- 1636 – El hijo pródigo en la taberna (Gemäldegalerie, Dresde)
- 1641 – Niña en un marco (Castillo Real de Varsovia)
- 1641 – Sabio al pulpitre, (Castillo Real de Varsovia)
- 1642 – La ronda de noche (Rijksmuseum, Ámsterdam)
- 1643 – Cristo curando a los enfermos (Victoria and Albert Museum, Londres[58])
- 1647 – Vieja dama con un libro (Galería Nacional de Arte, Washington D. C.)
- 1647 – Susana y los viejos (Gemäldegalerie, Berlín)
- 1650 – El filósofo (Galería Nacional de Arte, Washington D. C.)
- 1650 – El molino (National Gallery of Art, Washington D. C.)
- 1653 – El sacrificio de Isaac (Museo Hermitage, San Petersburgo)
- 1653 – Aristóteles contemplando el busto de Homero, o Aristóteles con un busto de Homero (Metropolitan Museum of Art, Nueva York)
- 1654 – Betsabé en su baño (Louvre, París[59])
- 1655 – José acusado por la esposa de Putifar (Galería Nacional de Arte, Washington D. C.)
- 1655 – El buey desollado (Louvre, París)
- 1656 – Mujer ofreciendo un clavel (Galería Nacional de Arte, Washington D. C.)
- 1656 – Jacob bendiciendo a los hijos de José (Staatliche Kunstsammlungen, Kassel)
- 1656 – Lección de anatomía del doctor Deyman (Rijksmuseum, Ámsterdam)
- 1657 – El apóstol Pablo (Galería Nacional de Arte, Washington D. C.)
- 1658 – Autorretrato (Colección Frick, Nueva York)
- 1659 – Jacob luchando con el ángel (Gemäldegalerie, Berlín)
- 1659 – Autorretrato (Museo Metropolitano de Arte, Nueva York)
- 1660 – Autorretrato (Museo Metropolitano de Arte, Nueva York)
- 1660 – Autorretrato con pintura y pinceles (Museo del Louvre, París)
- 1660 – Retrato de un caballero con sombrero alto y guantes (Galería Nacional de Arte, Washington D. C.)
- 1660 – Retrato de una dama con abanico de pluma de avestruz (Galería Nacional de Arte, Washington D. C.)
- 1660 – Las tres cruces, grabado, 4.º estado.
- 1661 – Conspiración de Julius Civilis (Nationalmuseum, Estocolmo[60])
- 1662 – Los síndicos de los pañeros (Rijksmuseum, Ámsterdam)
- 1662 – Retrato de hombre con galera (Galería Nacional de Arte, Washington D. C.)
- 1662-63 – Joven sentada en una mesa (Galería Nacional de Arte, Washington D. C.)

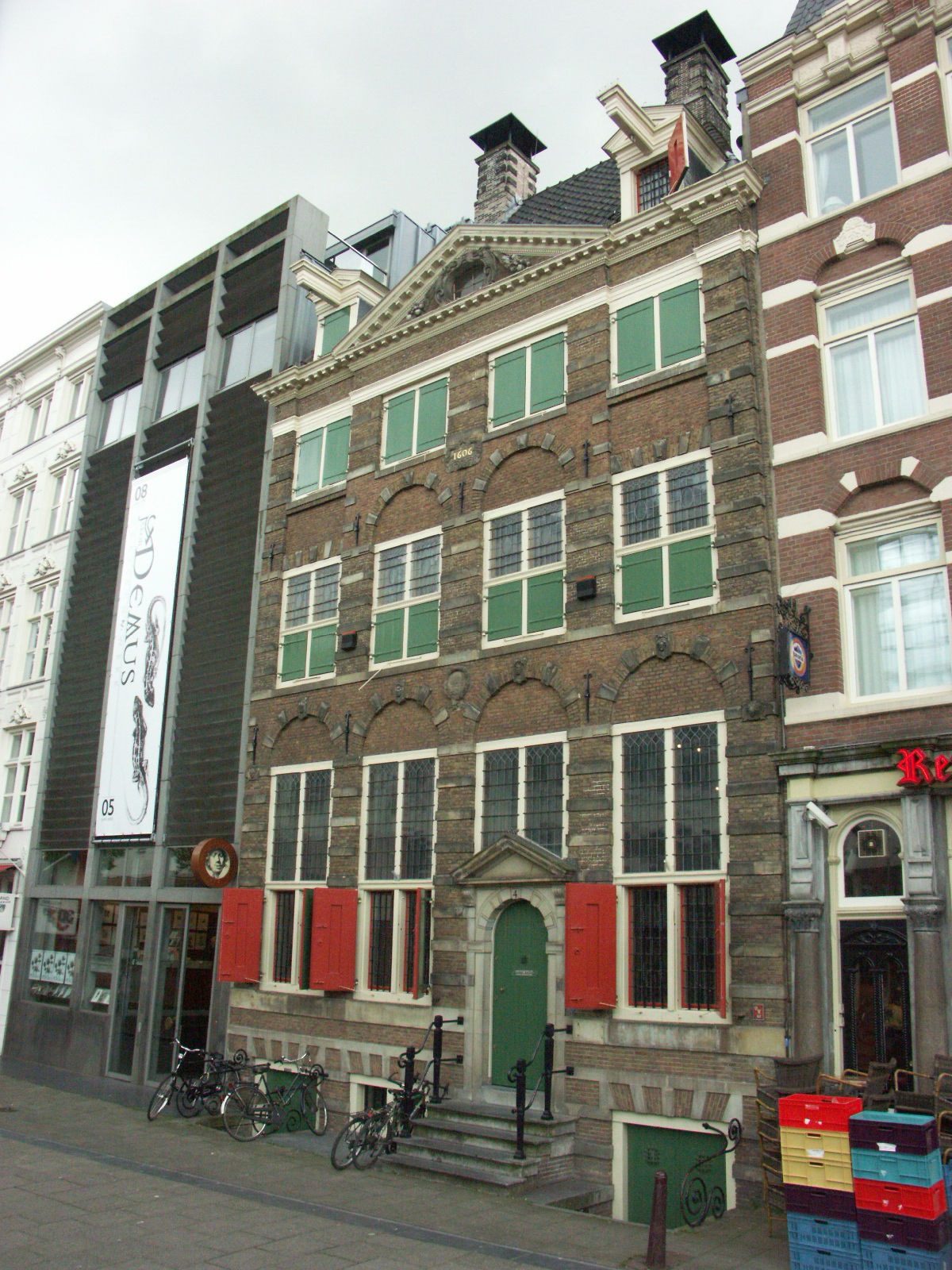
La casa del artista en Ámsterdam, hoy la Casa Museo Rembrandt.

- 1664 – Lucrecia (Galería Nacional de Arte, Washington D. C.)
- 1665-1667 – Retrato de Gérard de Lairesse (Metropolitan Museum of Art, Nueva York)
- 1666 – La novia judía (Rijksmuseum, Ámsterdam)
- 1666 – Lucrecia (Instituto de Artes de Mineápolis)
- 1669 – El retorno del hijo pródigo (Museo Hermitage, San Petersburgo)
- 1669 – Autorretrato a la edad de 63 años (National Gallery, Londres)

### Rembrandt grabador

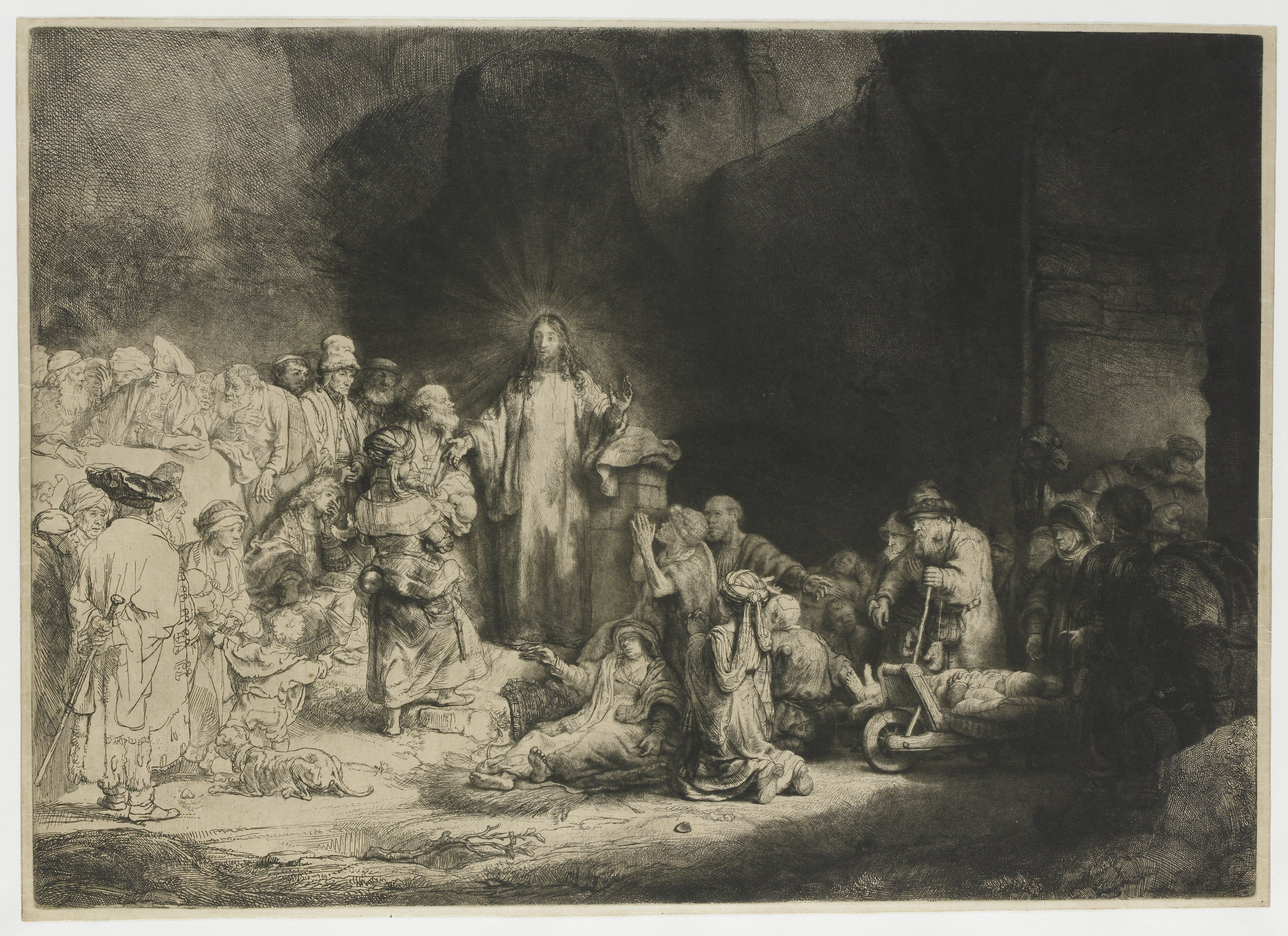
La estampa de los cien florines, c. 1647-1649, grabado.

Rembrandt realizó grabados durante buena parte de su carrera (1626-1660), hasta el momento en que dificultades económicas le hicieron vender su taller de estampación y abandonar virtualmente el medio. En ese lapso, solo durante el difícil año de 1649 no produjo ninguna obra. Se adaptó fácil al lenguaje gráfico de esta técnica, y aunque dominaba el uso del buril y era un experimentado grabador, el valor fundamental de su obra calcográfica es la libertad técnica.
Rembrandt se implicó con todo el proceso de estampación, y debió haber estampado al menos los primeros estados de cada plancha. Al principio utilizaba un estilo basado en el dibujo, pero pronto comenzó a desarrollar una estética más próxima a la de su pintura, combinando masas de líneas y mordidas de ácido sucesivas para alcanzar distintos niveles de profundidad. Antes de 1640 reaccionó contra este estilo y recuperó una técnica más sencilla y con menos mordidas. Así, el desarrollo de "La estampa de los cien florines", escalonado a lo largo de toda la década de 1640, resultó ser para él una «obra crítica en mitad de su carrera», de la que surgiría su estilo final de grabado. Aunque de esta plancha solo se han conservado dos estampaciones en estados iniciales (la primera muy rara) la evidencia de numerosas rectificaciones bajo la imagen final resultan muy esclarecedoras sobre el trabajo de Rembrandt en esta pieza.

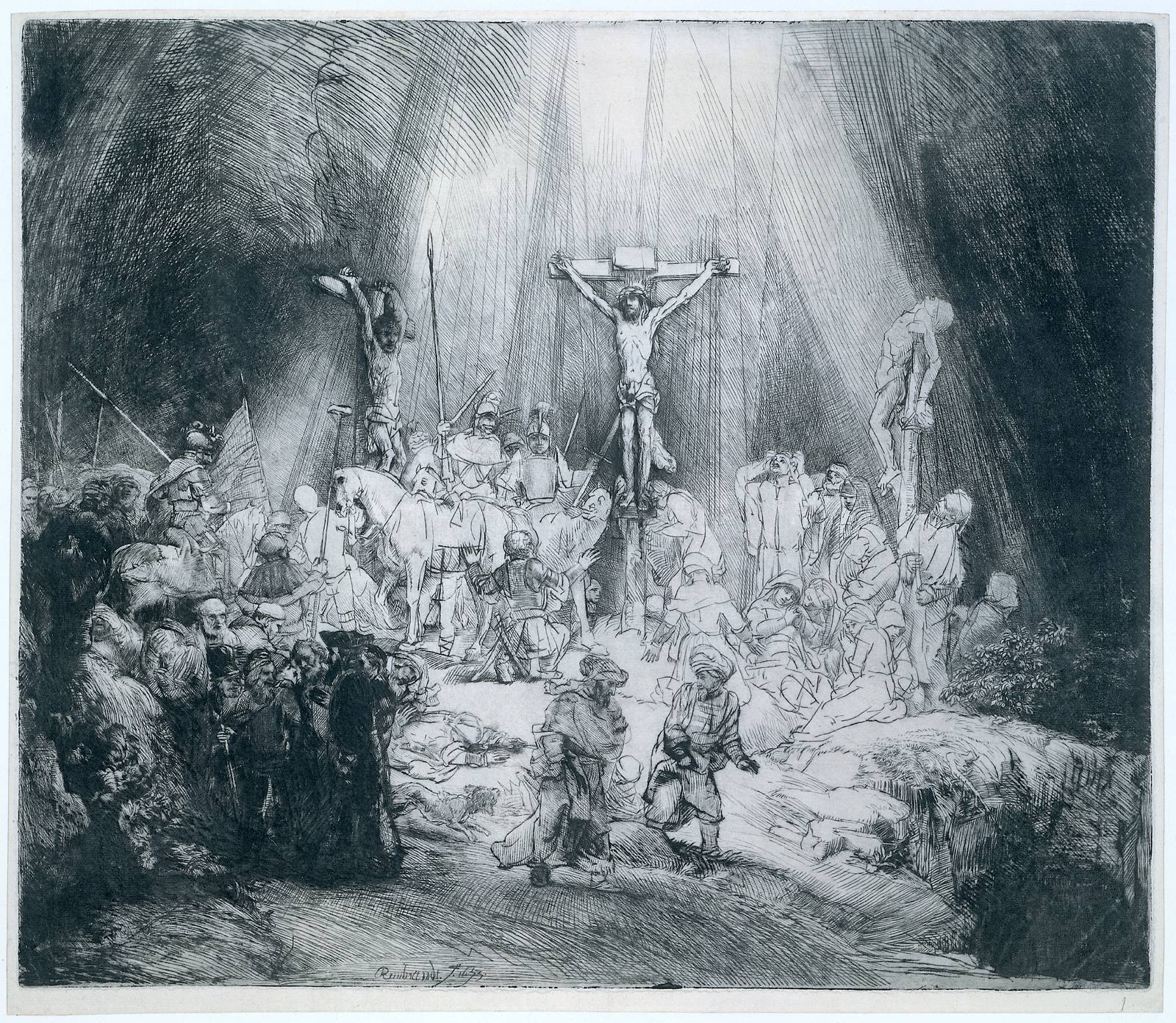
Las tres cruces, grabado de Rembrandt, 1653, estado 3 de 5.

En sus obras más maduras de la década de 1650, Rembrandt parece mostrarse más receptivo a la improvisación sobre la plancha y se han conservado grandes series de estampaciones que en ocasiones llegan a 11 estados radicalmente distintos. Rembrandt empezó a utilizar reservas como medio de oscurecer grandes áreas, que podían cubrir gran parte de la plancha. Experimentó con efectos de impresión sobre diferentes tipos de papel o sobre vitela, pero se ha llegado a la conclusión de que solo son auténticos los grabados impresos en papel japonés. Del mismo modo recurrió de modo magistral al entrapado como medio de obtener un «tono superficial». Se mostró muy hábil en el uso de la punta seca, y realizó numerosos paisajes en los que aprovecha las posibilidades estéticas que la línea realizada con esta técnica ofrece en las primeras estampaciones.
Sus grabados se ocupan de temas similares a los de su pintura, aunque mostraba cierta predilección por los autorretratos (se conserva una suma total de 27 grabados) y los retratos oficiales escasean. Se le atribuyen 46 paisajes, en general de pequeño formato, que se convirtieron en la definición del tratamiento gráfico del tema hasta bien entrado el siglo XIX. Un tercio de sus grabados tratan temas religiosos, que van desde la llaneza a lo monumental. Se destacan algunas imágenes eróticas que rozan la obscenidad, y que no encuentran equivalente en su producción pictórica. Aunque se verá obligado a deshacerse de ella con motivo de las deudas, Rembrandt poseyó una magnífica colección de estampas de otros artistas como Mantegna, Hercules Pieterszoon Seghers y Giovanni Benedetto Castiglione, quienes pudieron ejercer cierta influencia sobre su obra gráfica, al igual que José de Ribera, cuyos grabados conoció.

### Colecciones de Rembrandt en museos
En Países Bajos, la mayor colección de Rembrandt está reunida en el Rijksmuseum de Ámsterdam, que cuenta con obras como De Nachtwacht (La ronda de noche) o De Joodse bruid (La novia judía). Varios de sus autorretratos están expuestos en el Mauritshuis de La Haya. En su domicilio de Ámsterdam, convertido en casa-museo, se exponen ejemplares de muchos de sus grabados; los hay además repartidos por las principales colecciones de grabados de todo el mundo. Fuera de su país, las mayores colecciones de pintura de Rembrandt se localizan en la National Gallery de Londres, la Gemäldegalerie de Berlín, el Hermitage de San Petersburgo, la Gemäldegalerie Alte Meister de Dresde, el Louvre de París y otros museos en Nueva York, Washington, y Kassel. Algunas de las pinturas de Rembrandt se han localizado en instituciones y colecciones privadas en California del sur.

#### Rembrandt en España
La presencia del artista en colecciones públicas de España es muy limitada: solo dos cuadros y varios conjuntos de grabados de desigual importancia, aunque incluye obras importantes. El Museo del Prado posee el cuadro bíblico Judit, antes identificado como Artemisa. El Museo Thyssen-Bornemisza posee el Autorretrato con gorra y dos cadenas, que tras dudas de autoría se ha confirmado como original. En cuanto a la obra gráfica de Rembrandt, la Biblioteca Nacional de España posee un nutrido conjunto de estampas, entre las que destaca un Autorretrato con retoques a lápiz del propio artista. El Museo Lázaro Galdiano guarda unos cincuenta ejemplos, más desiguales de calidad, que se expusieron en 2018 , y también hay unos pocos grabados de artista en otros museos como el MNAC de Barcelona y el Museo de Bellas Artes de Bilbao.
En colecciones privadas españolas se citan dos pinturas relacionadas con Rembrandt: la tabla Paisaje con villa fortificada del Palacio de Liria (Colección Casa de Alba), adquirida a principios del siglo XIX, de autografía no confirmada, y la que en junio de 2019 se informó que había sido adquirida por Juan Abelló: Retrato de una joven con gorro negro, identificada como Elisabeth van Rijn, la hermana del pintor. En cuanto a los grabados de Rembrandt en el coleccionismo privado, destaca el núcleo reunido por el estudioso catalán Vicenç Furió, formado por más de 60 estampas.

## Rembrandt en la actualidad

### Proyectos de investigación

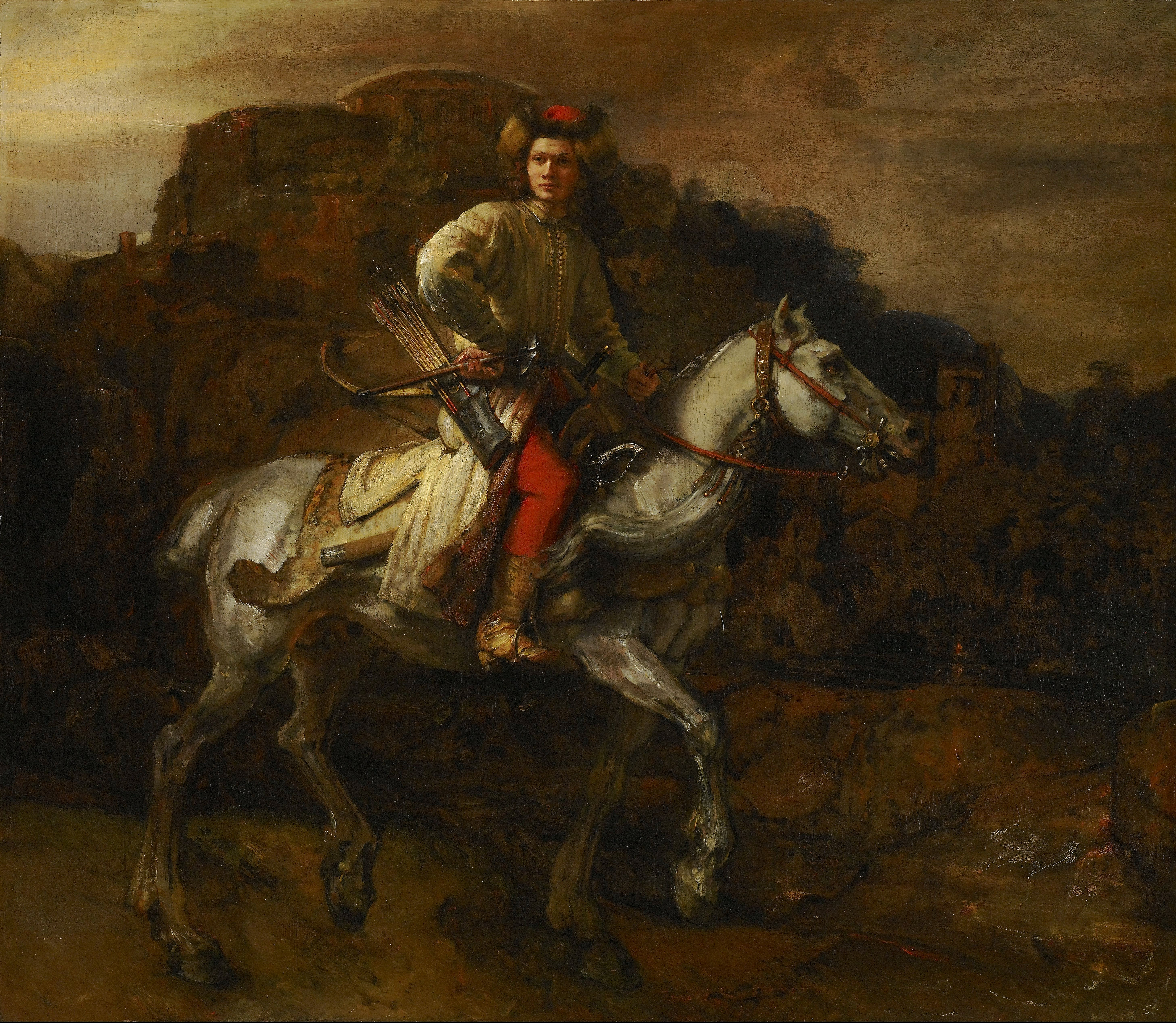
El jinete polaco - Lisowczyk a caballo. El tema está igualmente sujeto a discusión. Se ha señalado que la figura a caballo fuese el Gran Canciller de Lituania, Marcjan Aleksander (1632-1690).

En 1968 el Rembrandt Research Project surgió como resultado del patronazgo de la Asociación Neerlandesa para el Avance de la Investigación Científica; se estimaba que el proyecto tuviese una vida de 10 años como máximo. Los grupos de investigación, compuestos de historiadores del arte asesorados por expertos en otras áreas tenían como objetivo analizar la autoría de Rembrandt, utilizando gran variedad de medios técnicos y sofisticado equipamiento científico. Las investigaciones han alterado sustancialmente el corpus rembrandtiano, atribuyéndole obras que hasta ahora nunca se habían considerado suyas y eliminando otras que se consideraban del maestro, y que ahora se saben obra de sus alumnos.
Un ejemplo de estas valoraciones es El jinete polaco de la colección Frick de Nueva York. Esta obra, disputada desde que Julius Held apuntó las sospechas sobre su autoría, era considerado por muchos —incluso Josua Bruyn, el director del Proyecto de Investigación Rembrandt (PIR)— obra de alguno de los alumnos más cercanos y dotados de Rembrandt, llamado Willem Drost, del que no se sabe gran cosa. Los Frick se aferraban a la hipótesis de la autoría rembrandtiana, y así se catalogaba como "Rembrandt", y no como "atribuido a" ni "escuela de". Las investigaciones más recientes han dado la razón a los Frick, gracias a las investigaciones paralelas de Simon Schama —expuesta en su libro Rembrandt's Eyes, 1999)— y de Ernst von Wetering, uno de los miembros del PIR (Simposio de Melbourne, 1997). Otras teorías señalan que la obra no se ejecutó de una vez, identificando varias autorías según las características de cada parte del cuadro.

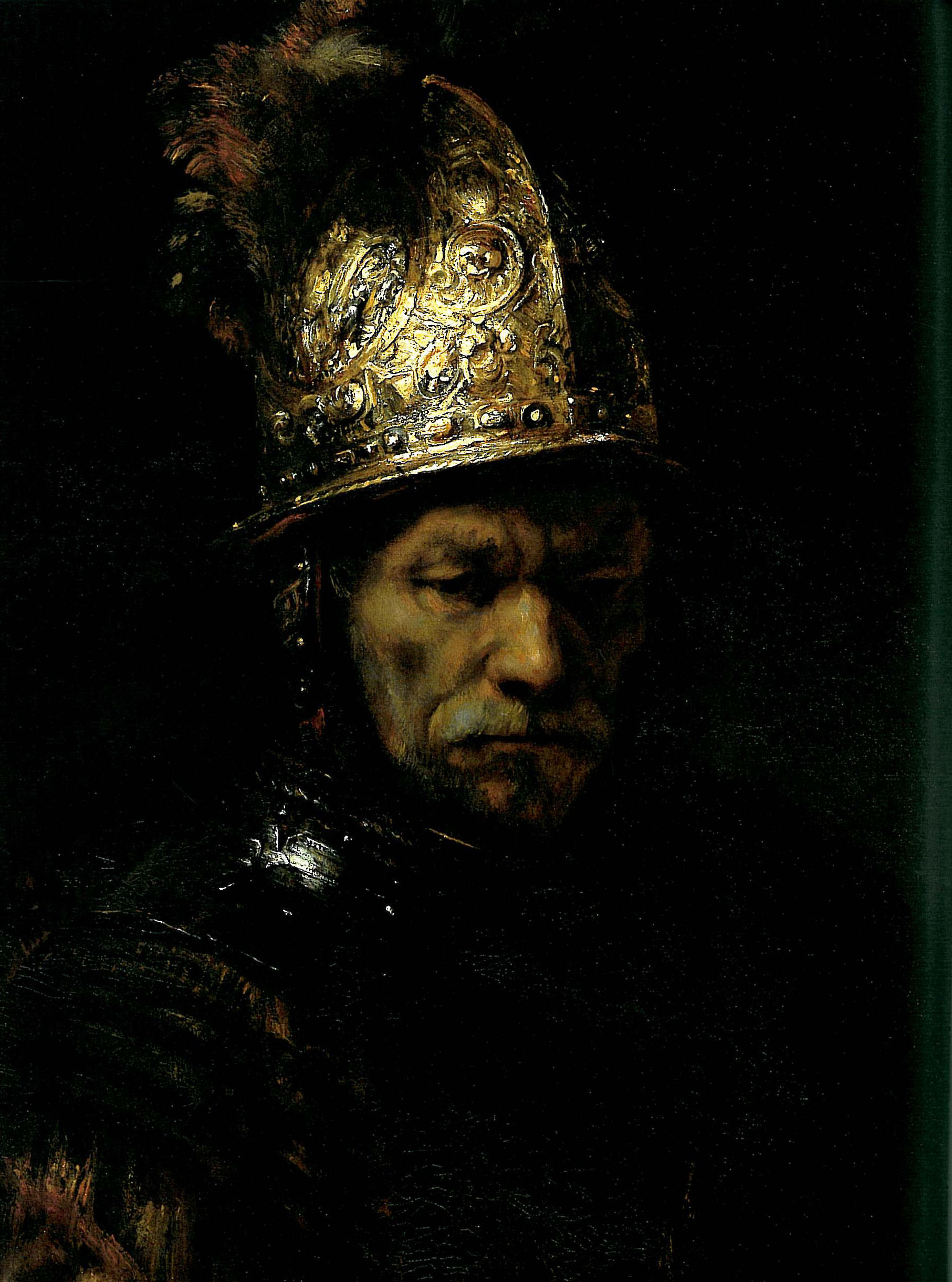
El Hombre con yelmo dorado, de Berlín, una vez considerado uno de los mejores retratos de Rembrandt, y actualmente no atribuido al maestro.

Otra pintura, Pilato lavándose las manos —también de autoría dudosa— es objeto de polémica desde 1905, cuando Wilhelm von Bode lo describió como «un trabajo algo anormal» de Rembrandt. Los investigadores han fechado desde entonces la obra en 1660, y lo atribuyen a un alumno anónimo, es posible que Arent de Gelder. La composición resulta superficialmente similar a las obras de madurez del maestro, pero carece de su tratamiento característico de la iluminación y el modelado.
El corpus rembrandtiano, pues, está en constante cambio: en 2005 cuatro óleos atribuidos a discípulos de Rembrandt fueron recatalogados como obras suyas (se trata del Estudio de viejo de perfil y el Estudio de viejo con barba de una colección privada estadounidense, el Estudio de mujer dormida posesión del Instituto de las Artes de Detroit, y el Retrato de una mujer mayor con un bonete blanco, pintado en 1640).
El propio método de enseñanza de Rembrandt añade dificultades a la definición de autoría de sus obras, ya que, al igual que muchos maestros antes que él, Rembrandt solía pedir a sus alumnos que copiasen sus cuadros, y algunas veces los retocaba en persona para venderlos como copias u originales. Por otra parte, su estilo parece haber sido bastante asequible para sus alumnos de más talento. La calidad del trabajo del mismo Rembrandt, por último, complica la identificación de sus pinturas; su evolución constante y su espíritu experimental añaden cierta volatilidad a su estilo. Por otra parte, su obra fue imitada y copiada en los siglos siguientes a su muerte, y algunas de las restauraciones a las que se sometió su obra las dejó irreconocibles. Es, por tanto, muy posible que nunca se establezca un acuerdo sobre la obra de un genio tan proteico como Rembrandt.

### Nombre y firma

Evolución de la firma del artista, entre 1626 y 1633.

Rembrandt es una modificación de la grafía original de su nombre que el pintor introduciría en su firma en 1633. Puede decirse que antes (hacia 1625) había firmado sus obras con una simple inicial "R", o el monograma "RH" (de Rembrant Harmenszoon; esto es, "hijo de Harmen"), al que había añadido una L, tal vez por Leiden, su localidad natal ("RHL", 1629). En 1632 añadió su patronímico a dicho monograma, pero las obras realizadas más tarde ese año iban firmadas con su nombre "Rembrant". En 1633 añadió la "d", y se apegó a esta grafía durante el resto de su vida, probando el significado que esta variación, fuera por lo que fuera, tenía para él. Este cambio es sólo visual, puesto que no altera la pronunciación neerlandesa de su nombre. Pese al enorme número de obras firmadas con esta grafía, en los documentos oficiales relacionados con su actividad que se han conservado hasta hoy, el pintor aparece nombrado con la grafía original "Rembrant". De cualquier modo, esta cronología trazada se remite a sus pinturas, y en menor grado a sus grabados; desde 1632, solo existe un grabado con la signatura "RHL-v. Rijn", la Resurrección de Lázaro B 73, de gran formato. Esta práctica de firmar su trabajo con su nombre de pila, seguida siglos más tarde por Vincent van Gogh, pudo serle inspirada por Rafael, Leonardo da Vinci o Miguel Ángel, quienes siempre fueron conocidos por su nombre.

### Hipótesis óptica
En un artículo publicado en la New England Journal of Medicine la profesora Margaret S. Livingstone, del departamento de neurobiología de la Universidad de Harvard, sugiere que Rembrandt, cuyos ojos eran incapaces de alinearse correctamente, padecía estrabismo. Esta conclusión, extraída tras el estudio de 36 autorretratos del pintor, apunta que la incapacidad de establecer una imagen normal mediante visión binocular causó que su cerebro "redujese" la imagen a un solo ojo. Esta incapacidad le pudo haber sido útil a la hora de "aplanar" las imágenes que veía y trasladarlas a un soporte bidimensional como el lienzo. Según palabras de Livingstone, podría haberse convertido en un gran don para un pintor como él, pues en efecto «los profesores de arte suelen aconsejar a sus estudiantes que cierren un ojo para aplanar la imagen que ven. De este modo, el estrabismo puede ser no tanto una desventaja, como un beneficio para determinados artistas». De cualquier modo, uno de los grandes méritos de la pintura de Rembrandt es la habilidad para crear volúmenes tridimensionales, una percepción para la que, quizás, sería necesaria una visión estereoscópica normal.

## Galería

### Autorretratos

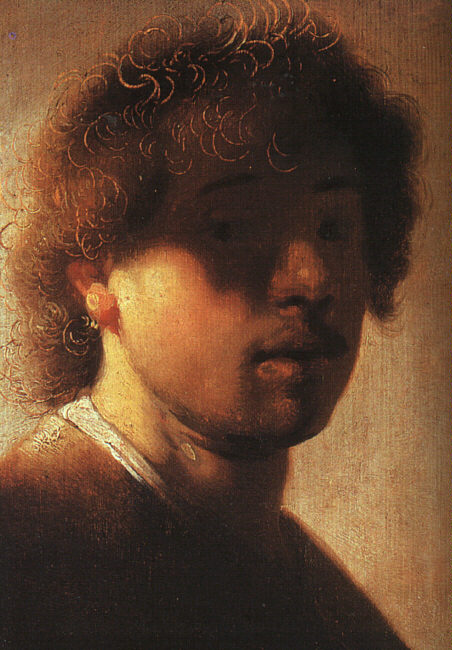
El joven Rembrandt (22 años), claroscuro (hacia 1628).
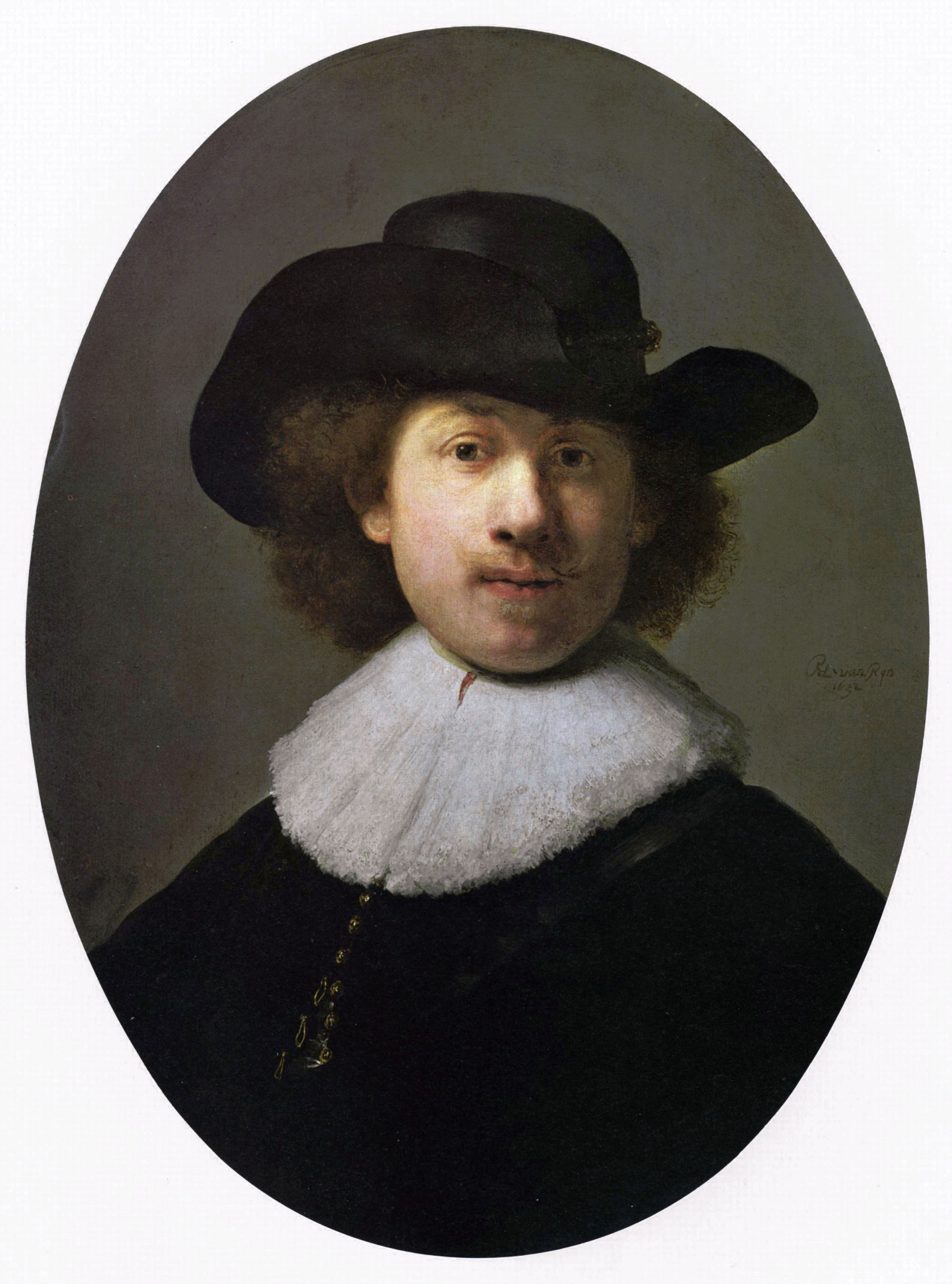
Rembrandt en 1632, en su época de mayor fama como retratista.
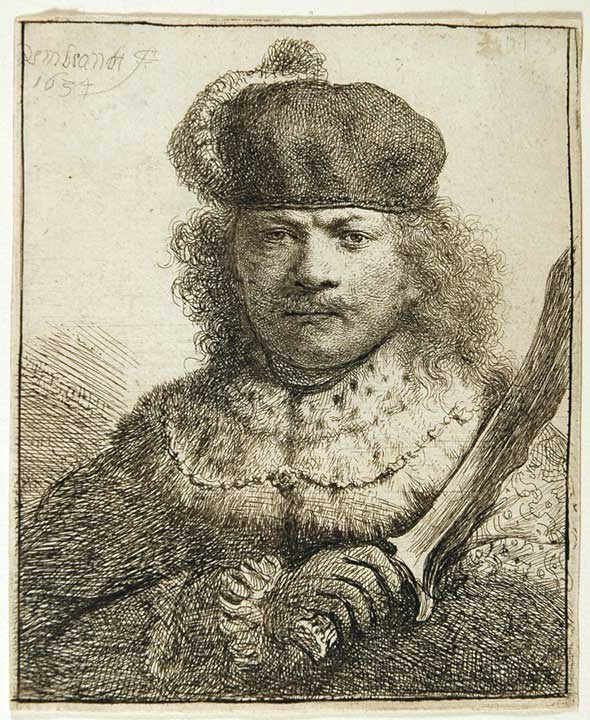
Disfrazado, en el "Autorretrato como noble oriental con un Kris". Grabado de 1634.
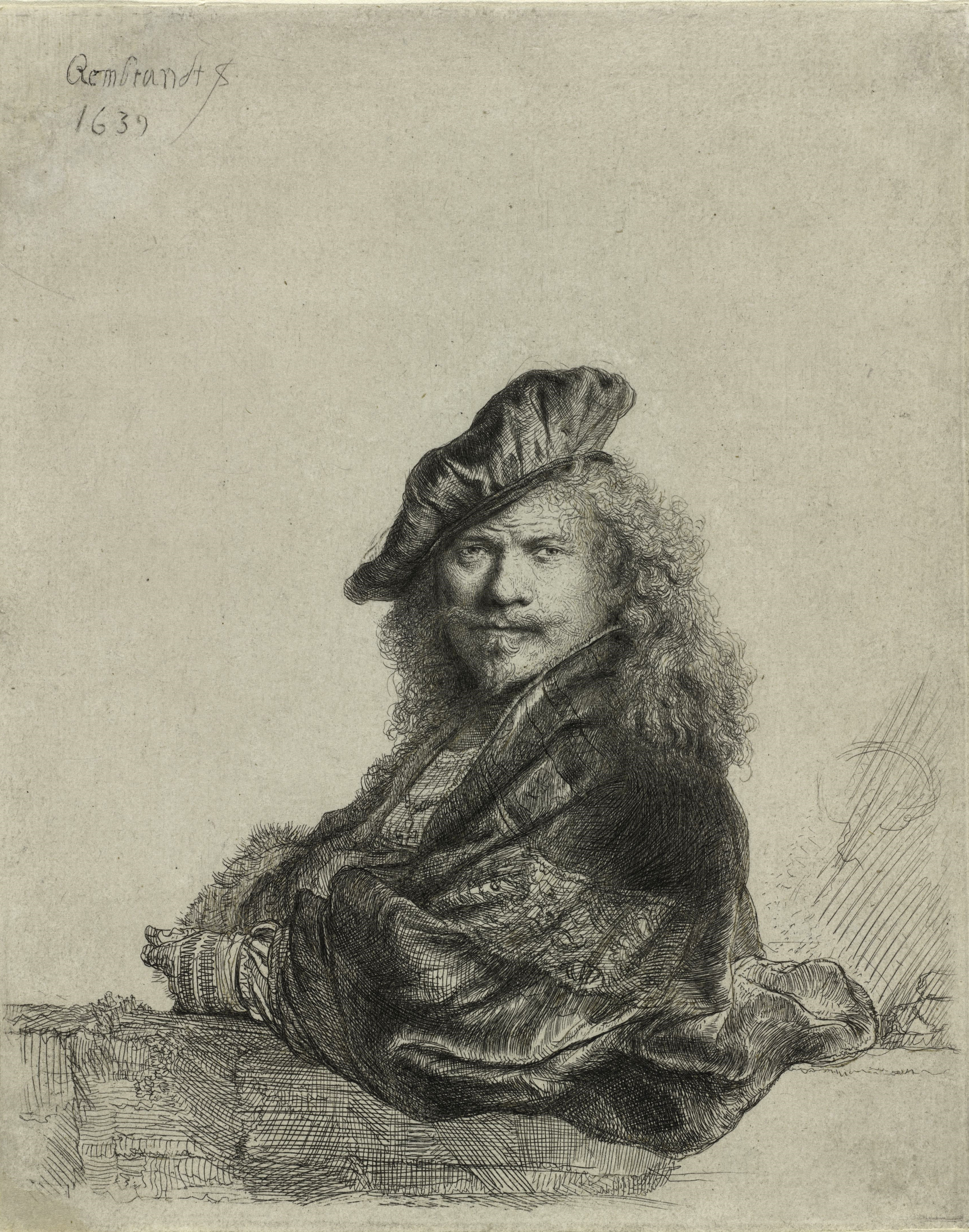
"Autorretrato apoyado en el antepecho de la ventana", grabado de 1639.
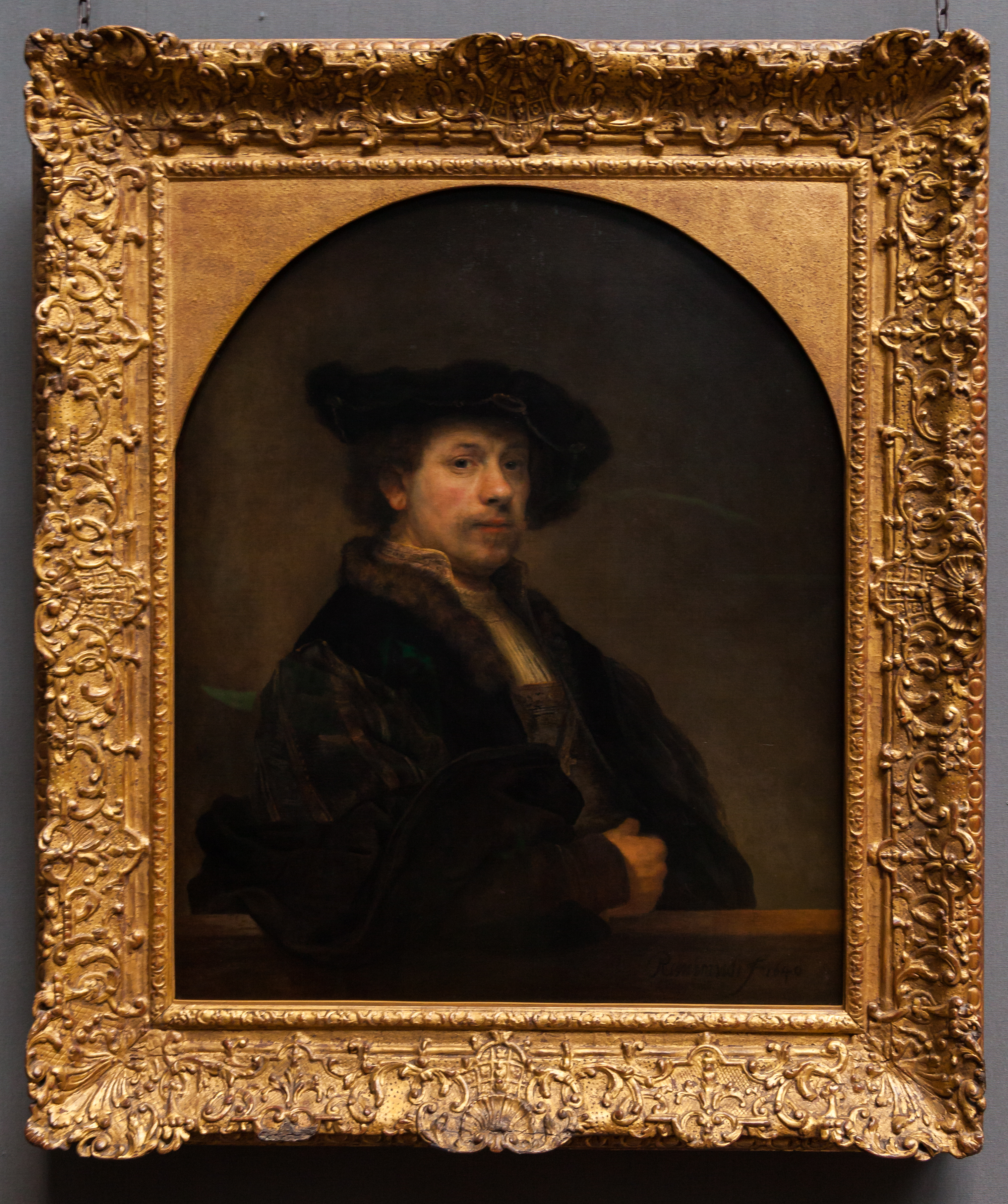
Acuarela de 1640 vistiendo ropas antiguas, expuesta en la Galería Nacional de Londres.
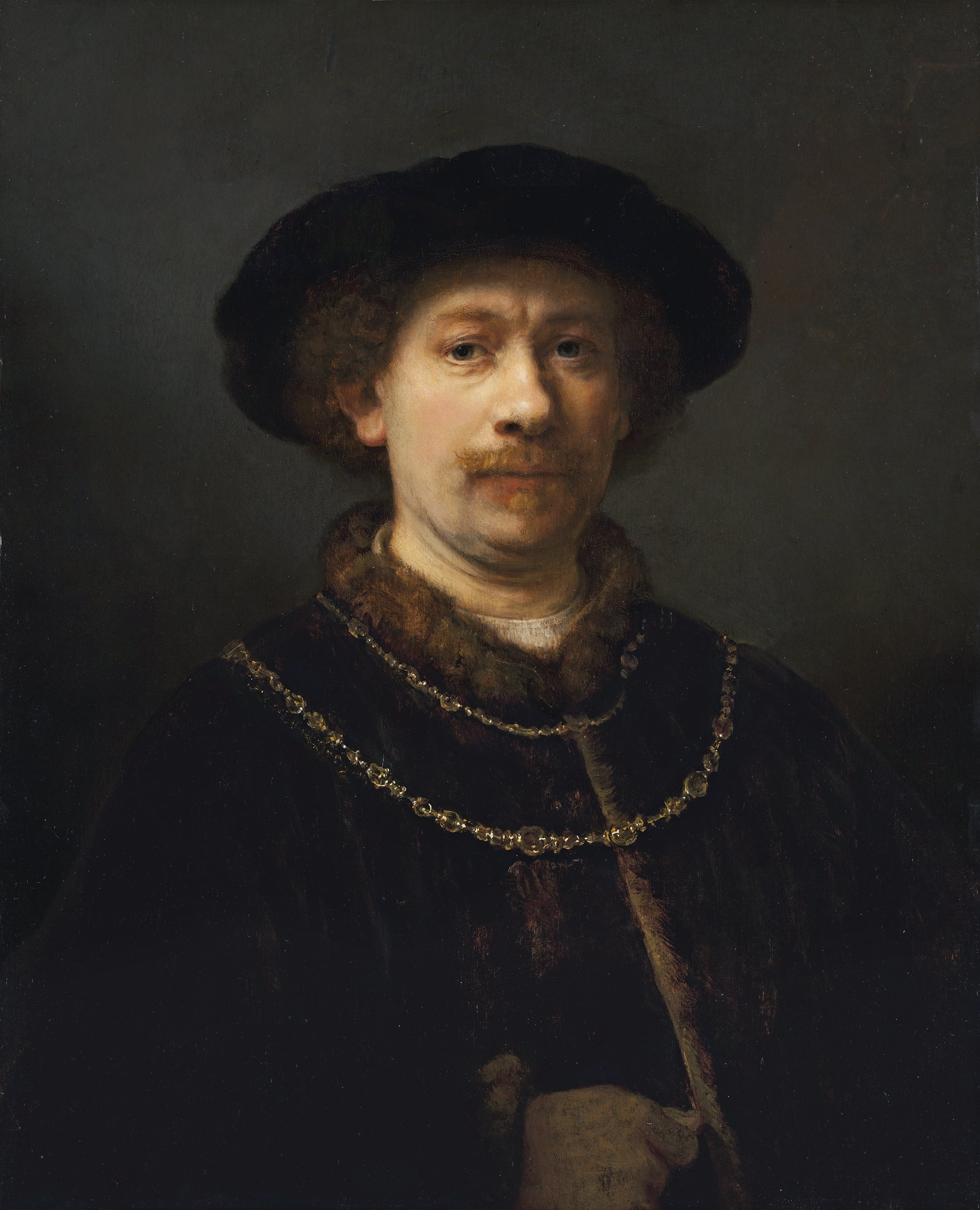
Autorretrato con gorra y dos cadenas, 1643. Museo Thyssen-Bornemisza, Madrid.
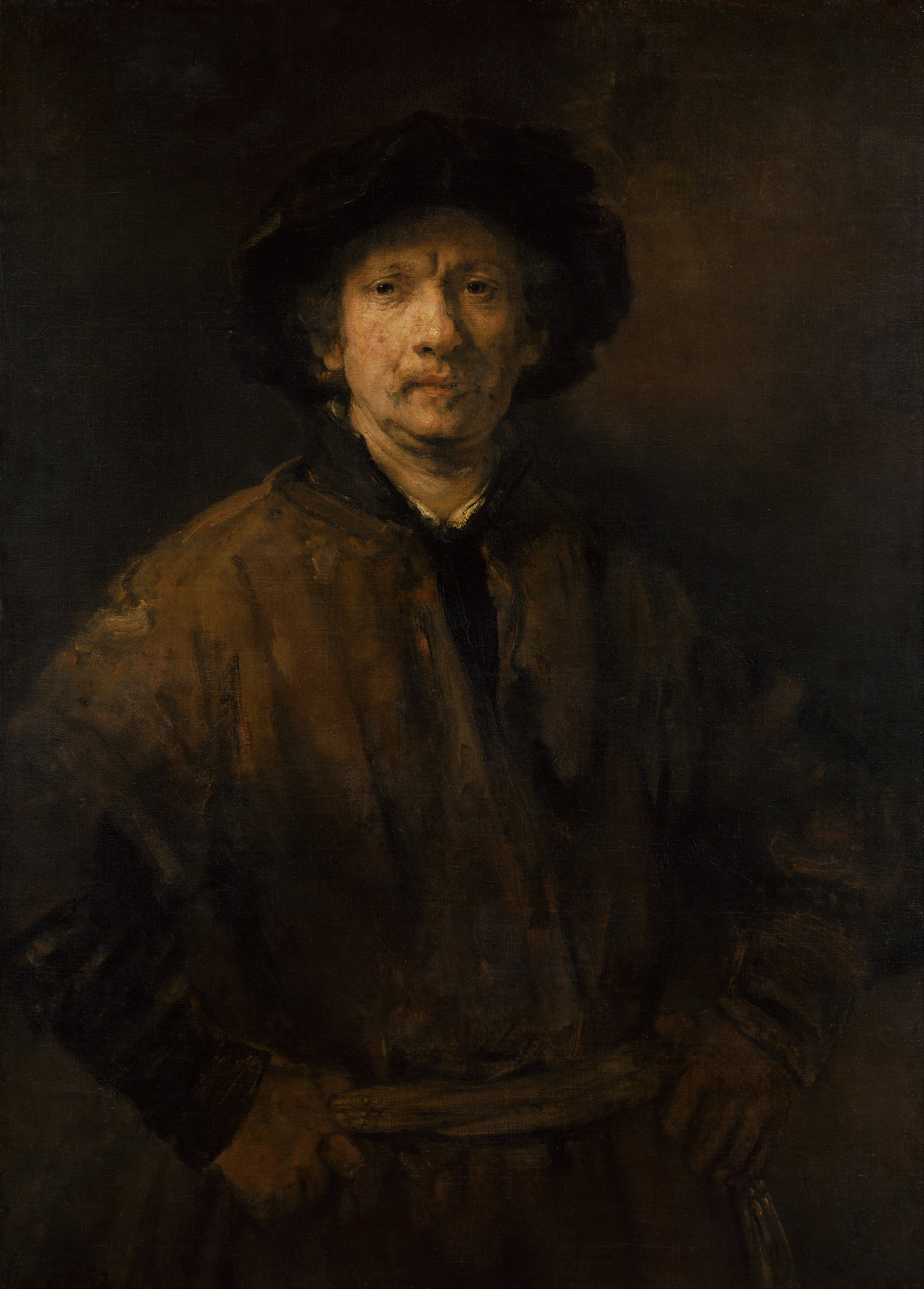
Autorretrato o Autorretrato grande de 1652.
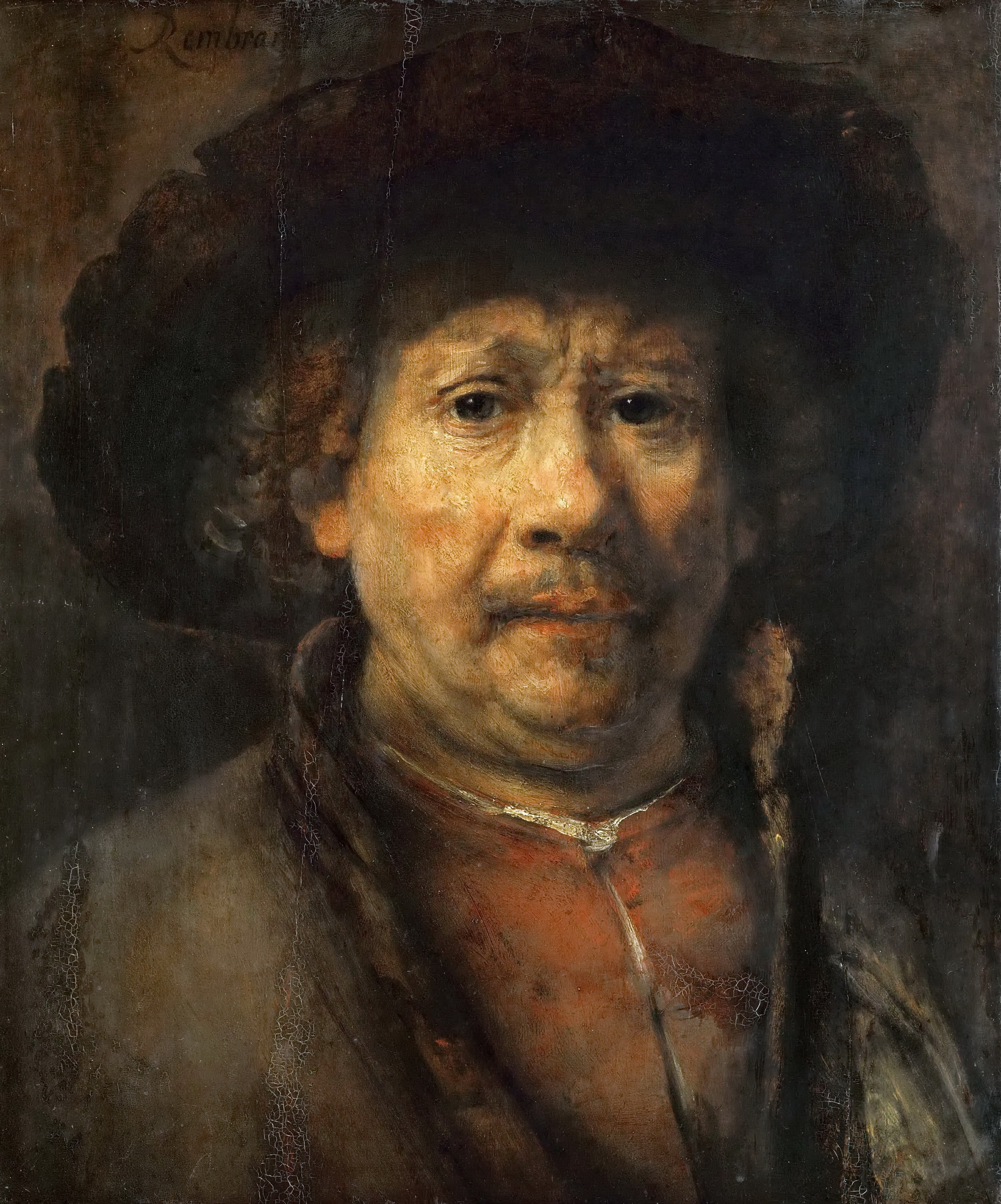
Alrededor de 1655 (detalle), conservado en el Kunsthistorisches Museum de Viena.
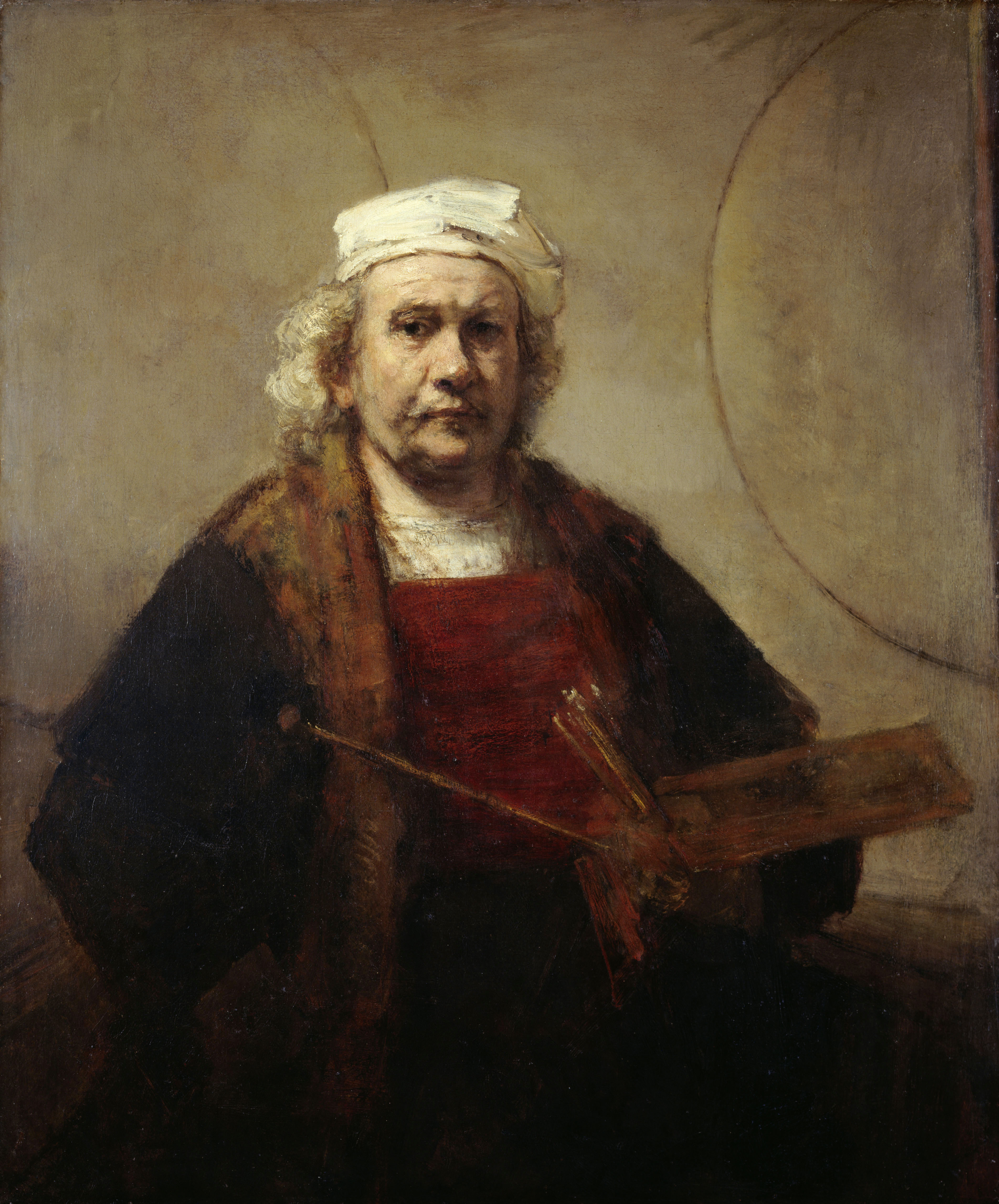
Con un pañuelo blanco a la cabeza —símbolo de su profesión— en 1661.
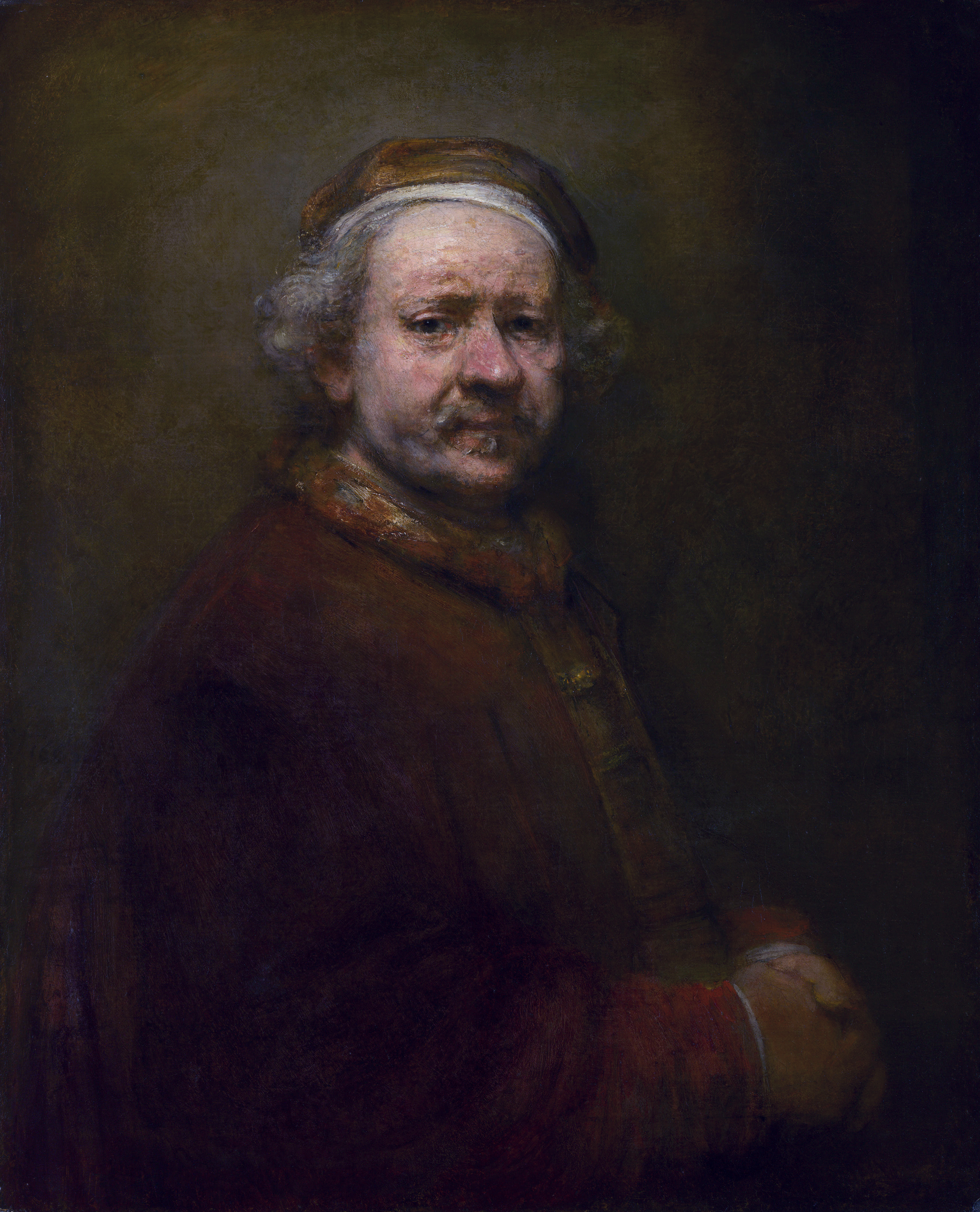
El año de su fallecimiento en 1669, envejecido y de gran profundidad psicológica.

### Otras obras

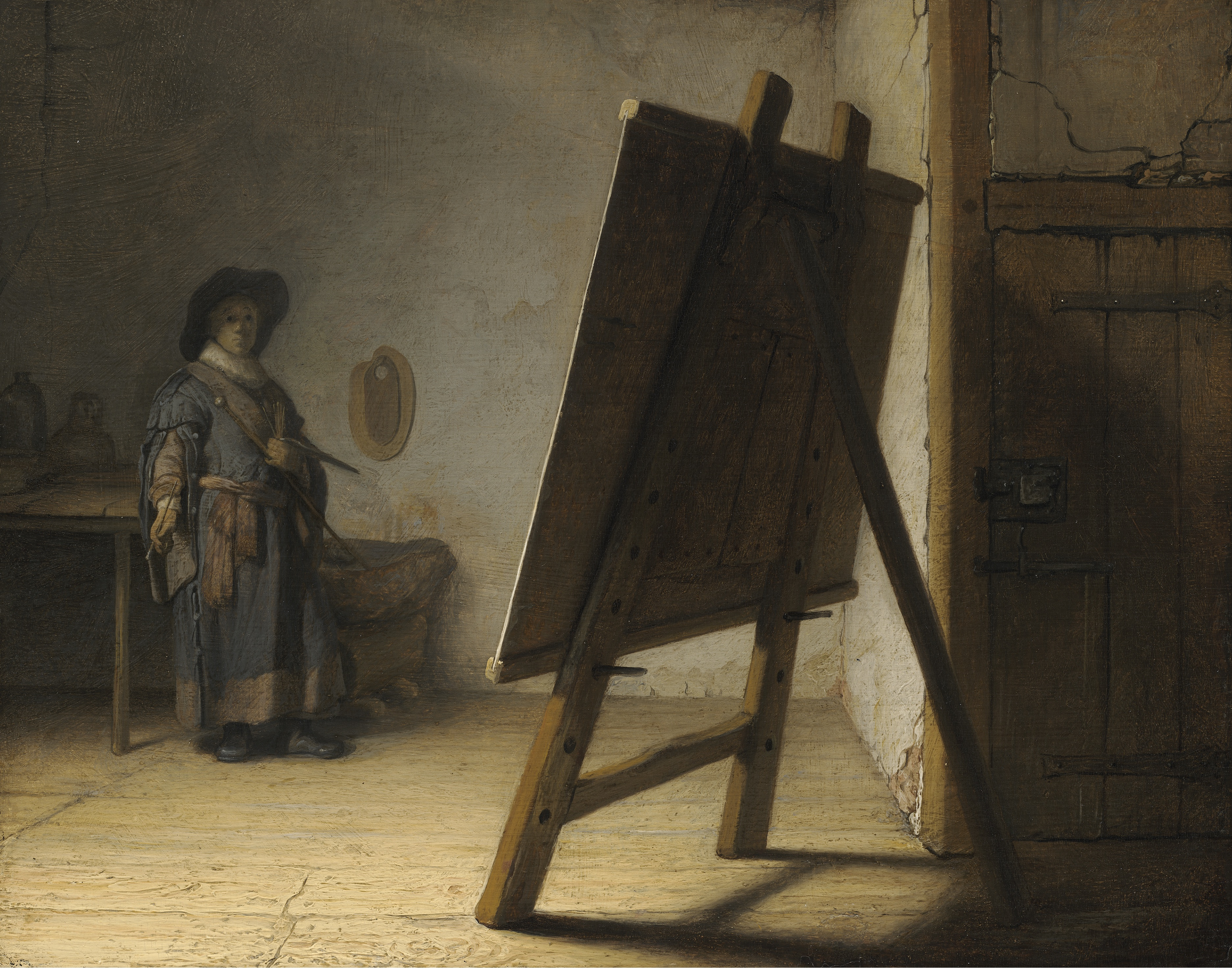
El pintor en su estudio, 1629
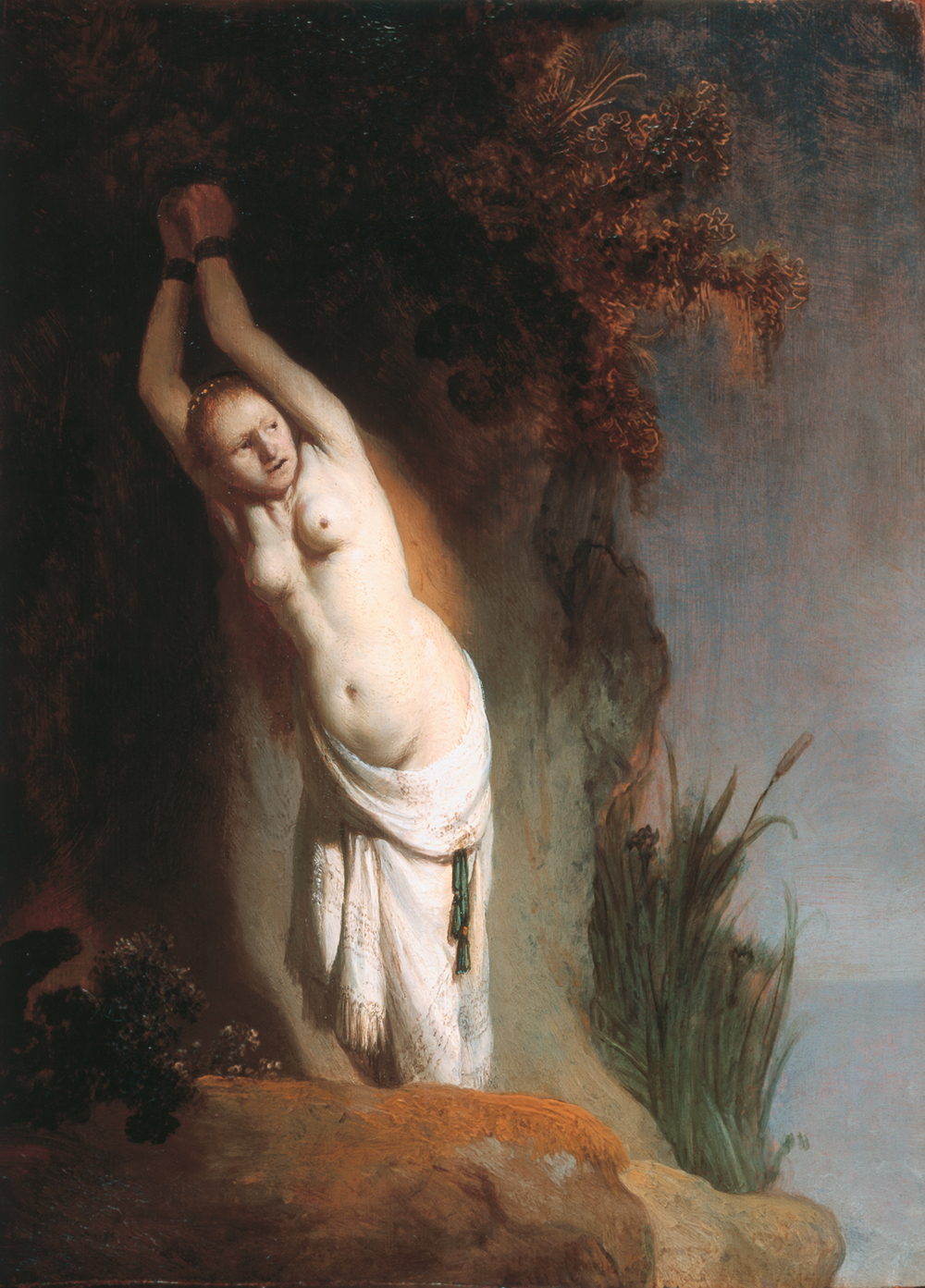
Andrómeda, c. 1629
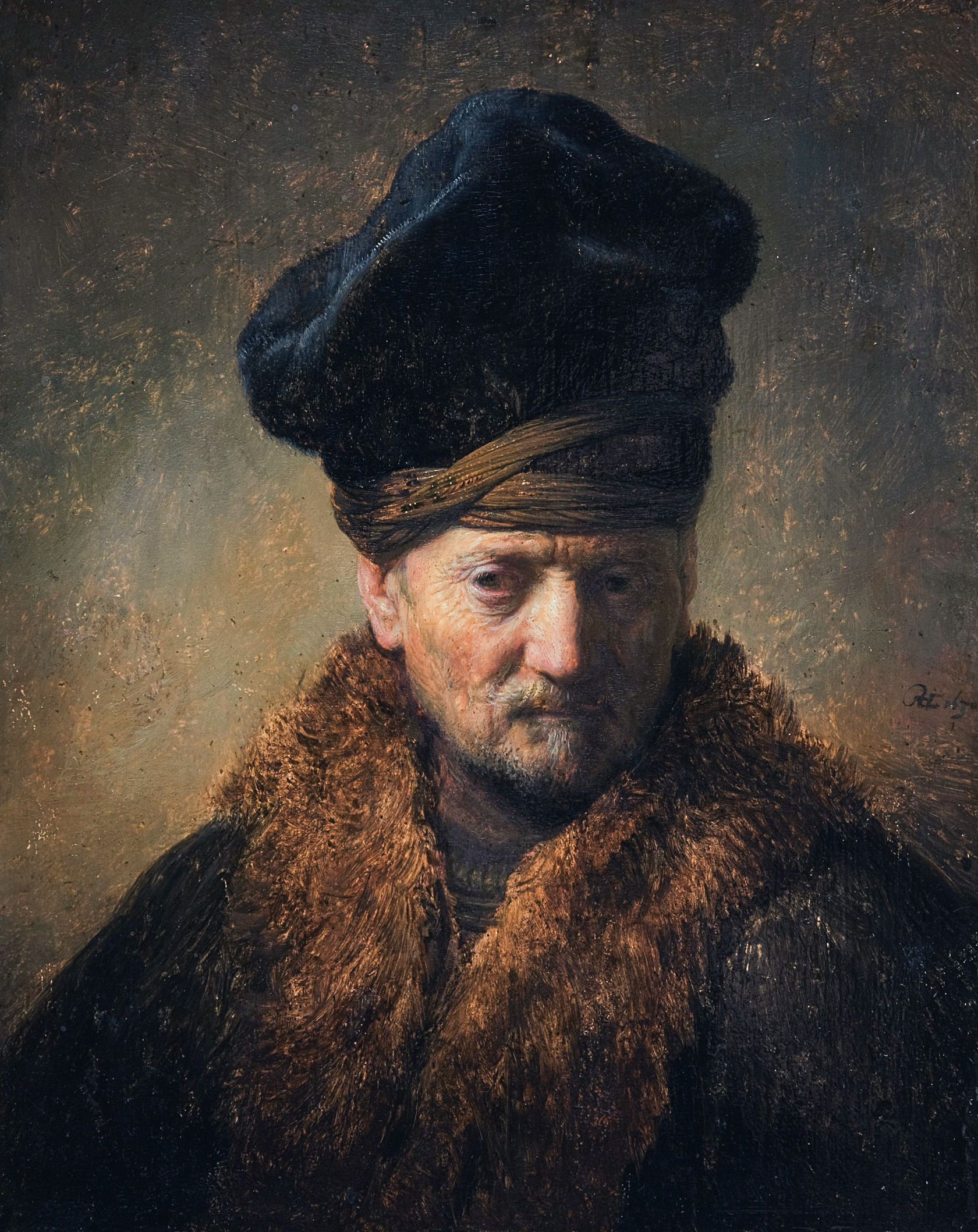
Busto de un viejo con un yelmo, 1630
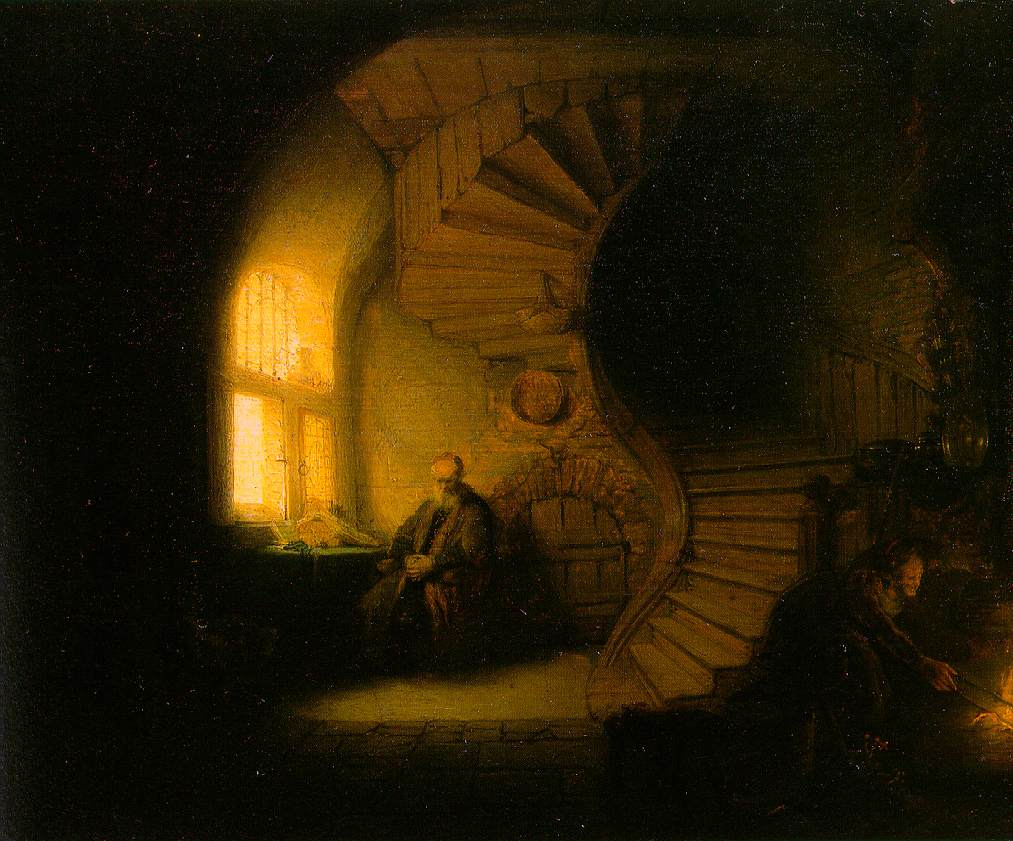
El filósofo en meditación, 1632
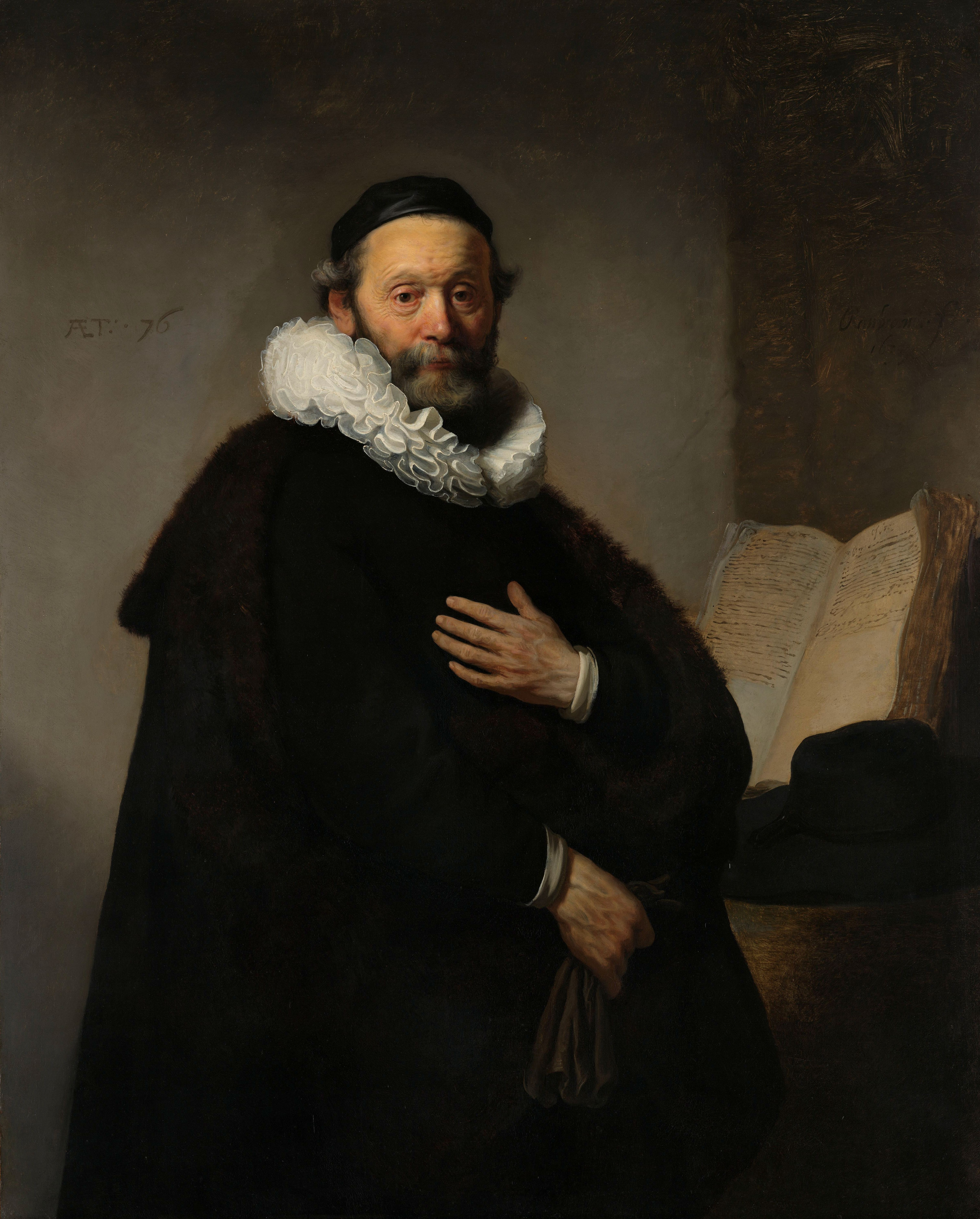
Retrato de Johannes Wtenbogaert, 1633.
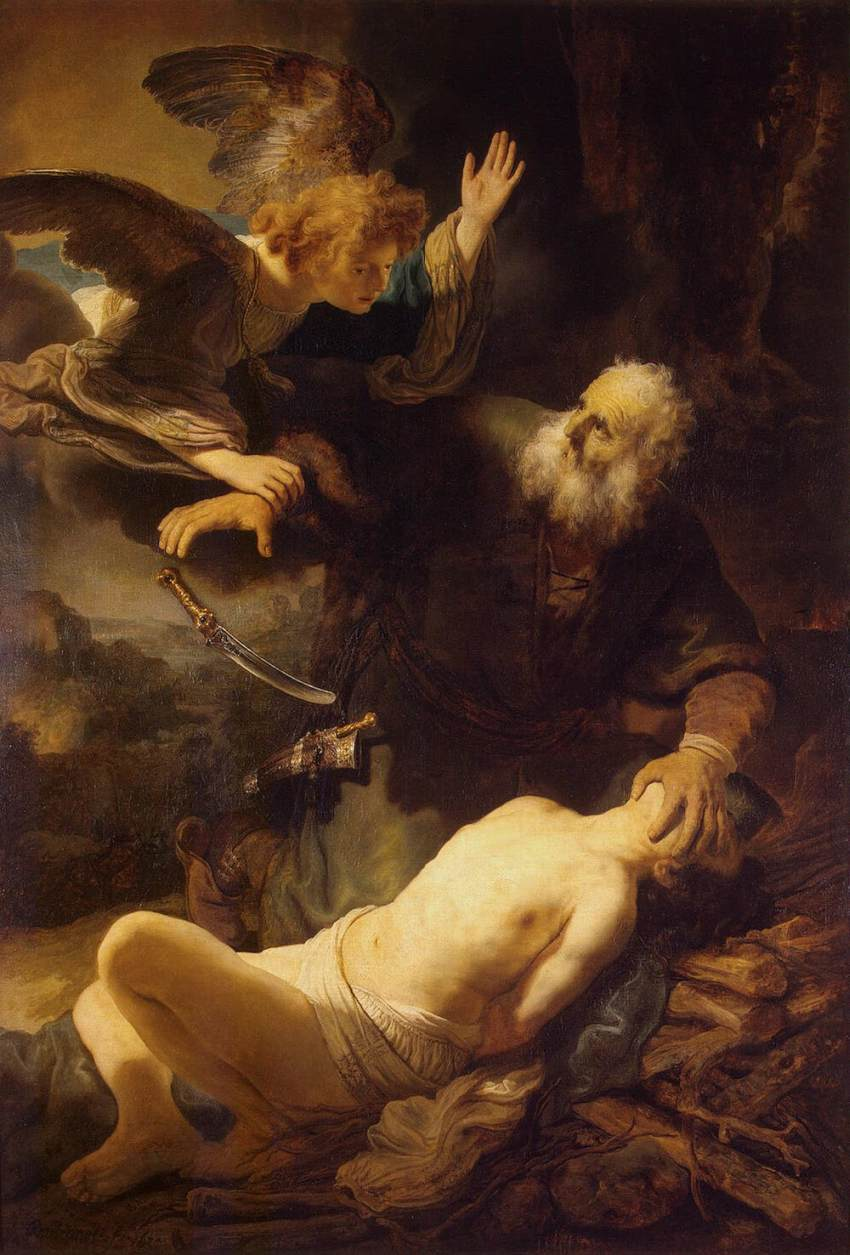
Abraham e Isaac, 1634
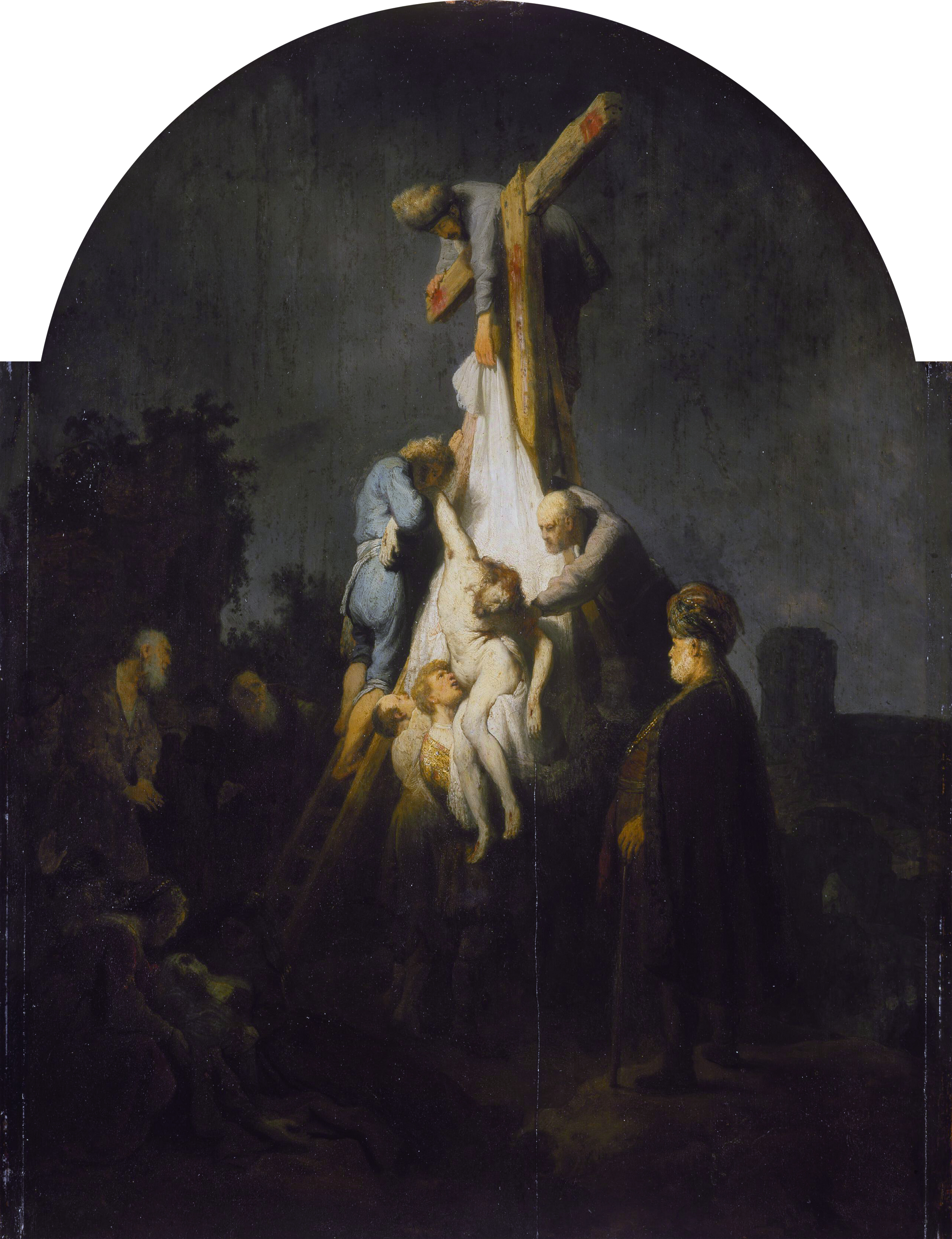
Descendimiento de la cruz. 1634.
Judit en el banquete de Holofernes (antes Artemisa), 1634
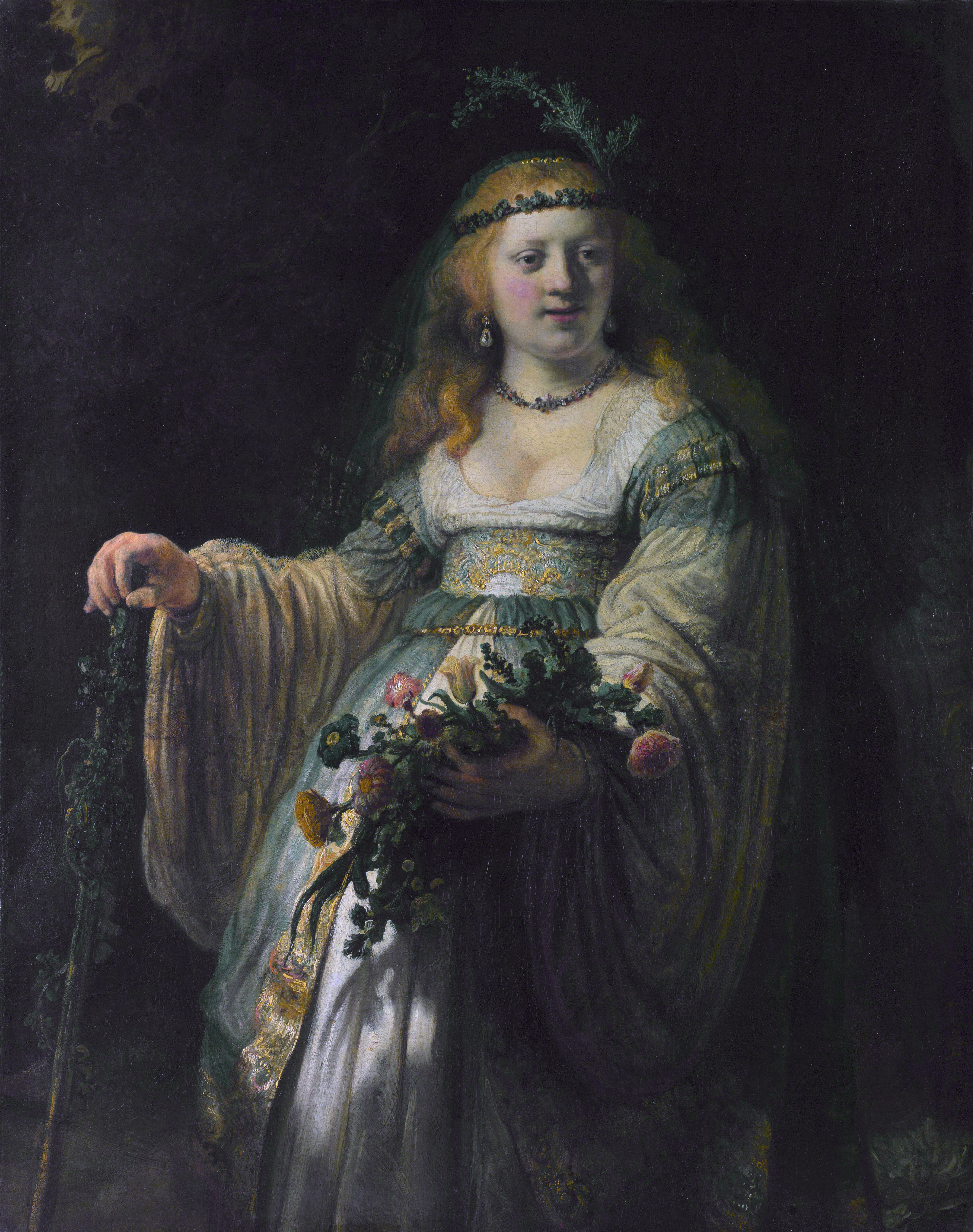
Saskia como Flora, 1635
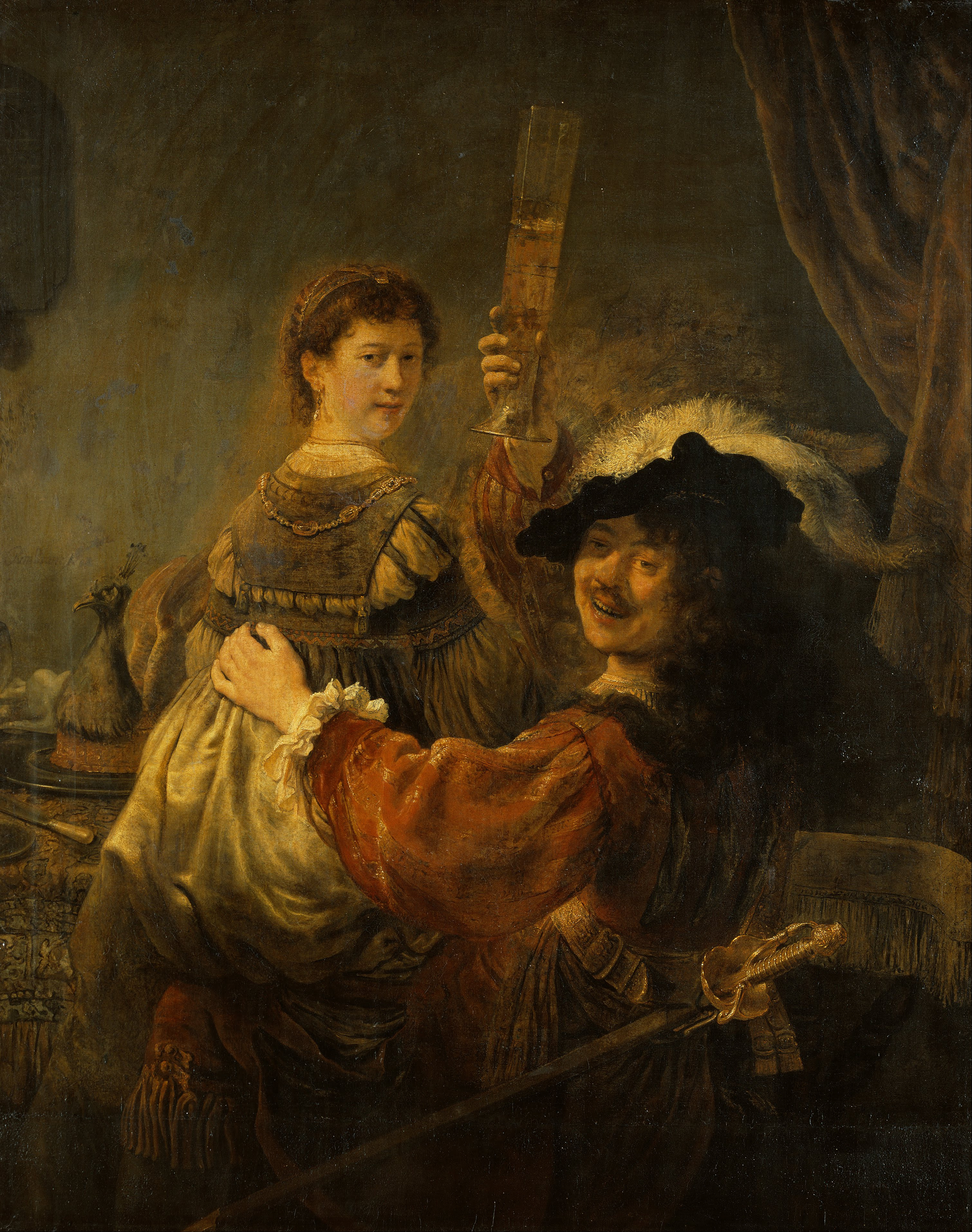
Rembrandt y Saskia posando en El hijo pródigo en la taberna, 1635.
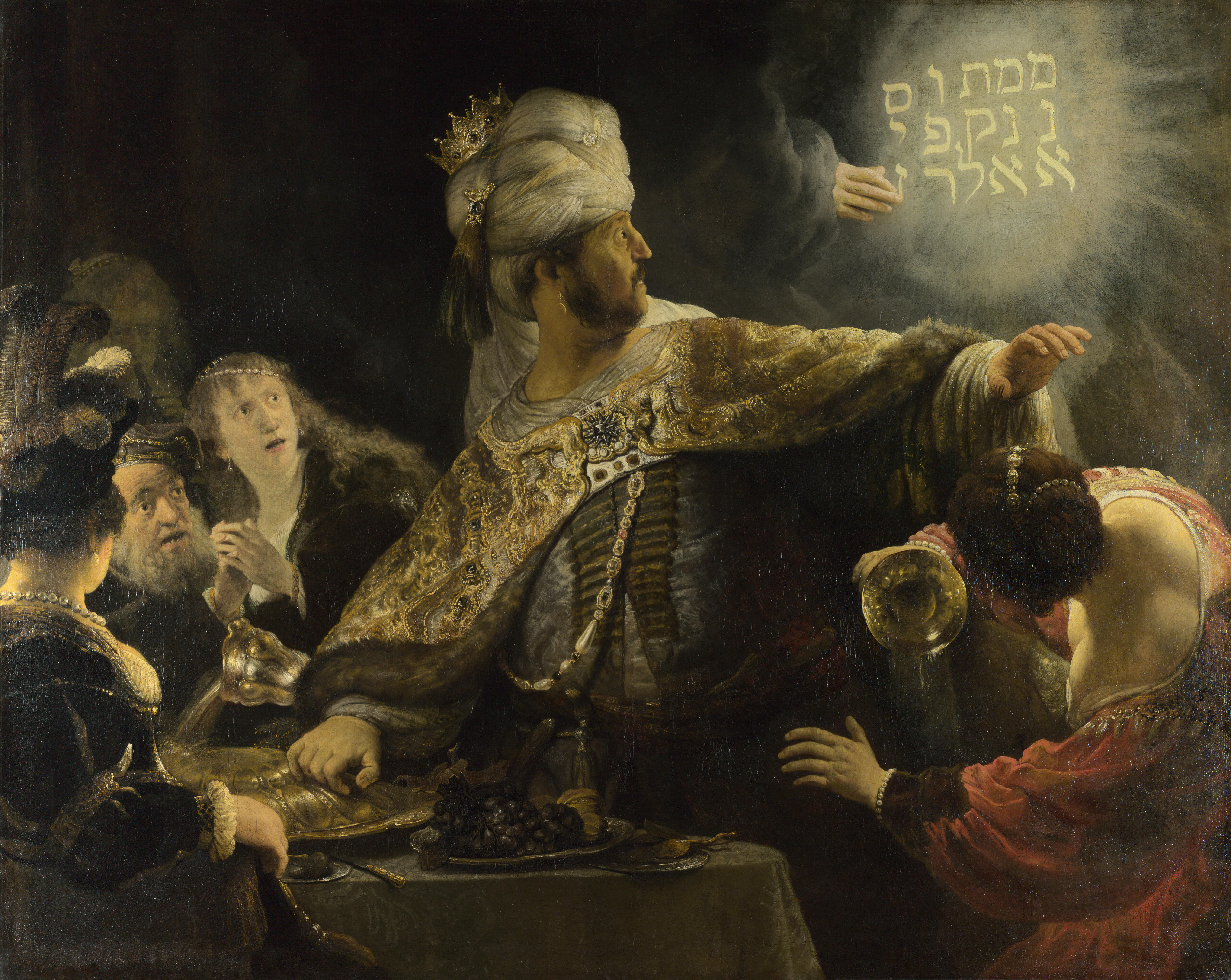
El festín de Baltasar, 1636-8
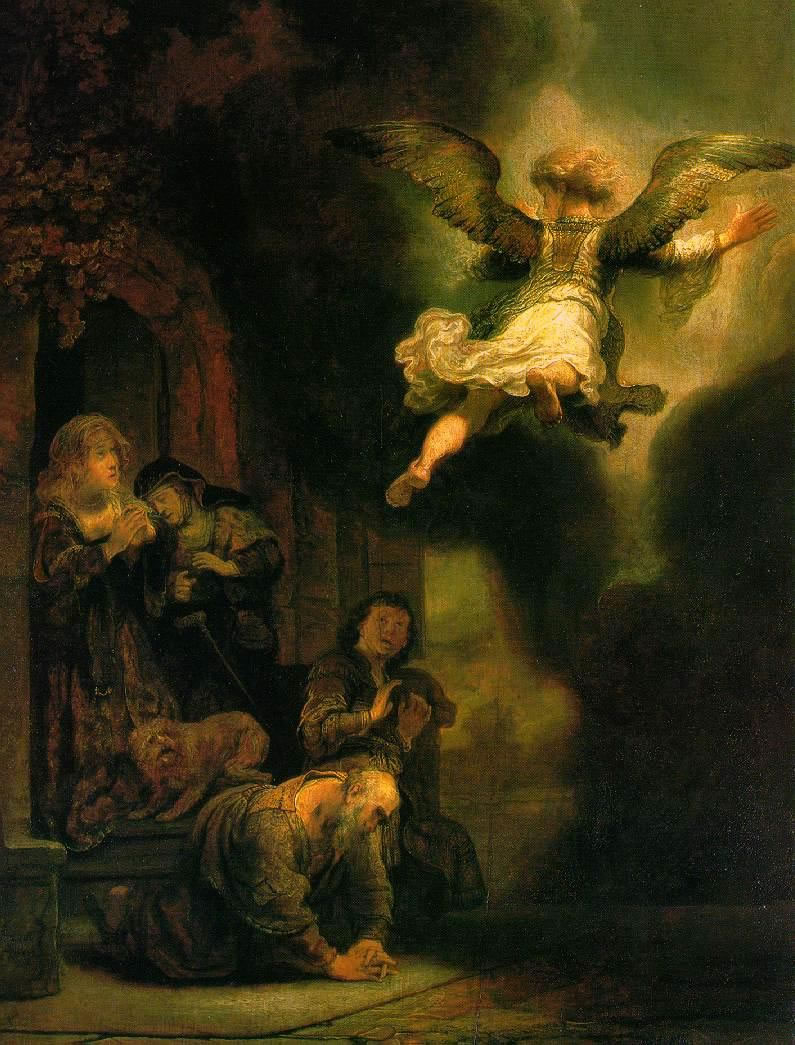
Tobías y el ángel, 1636
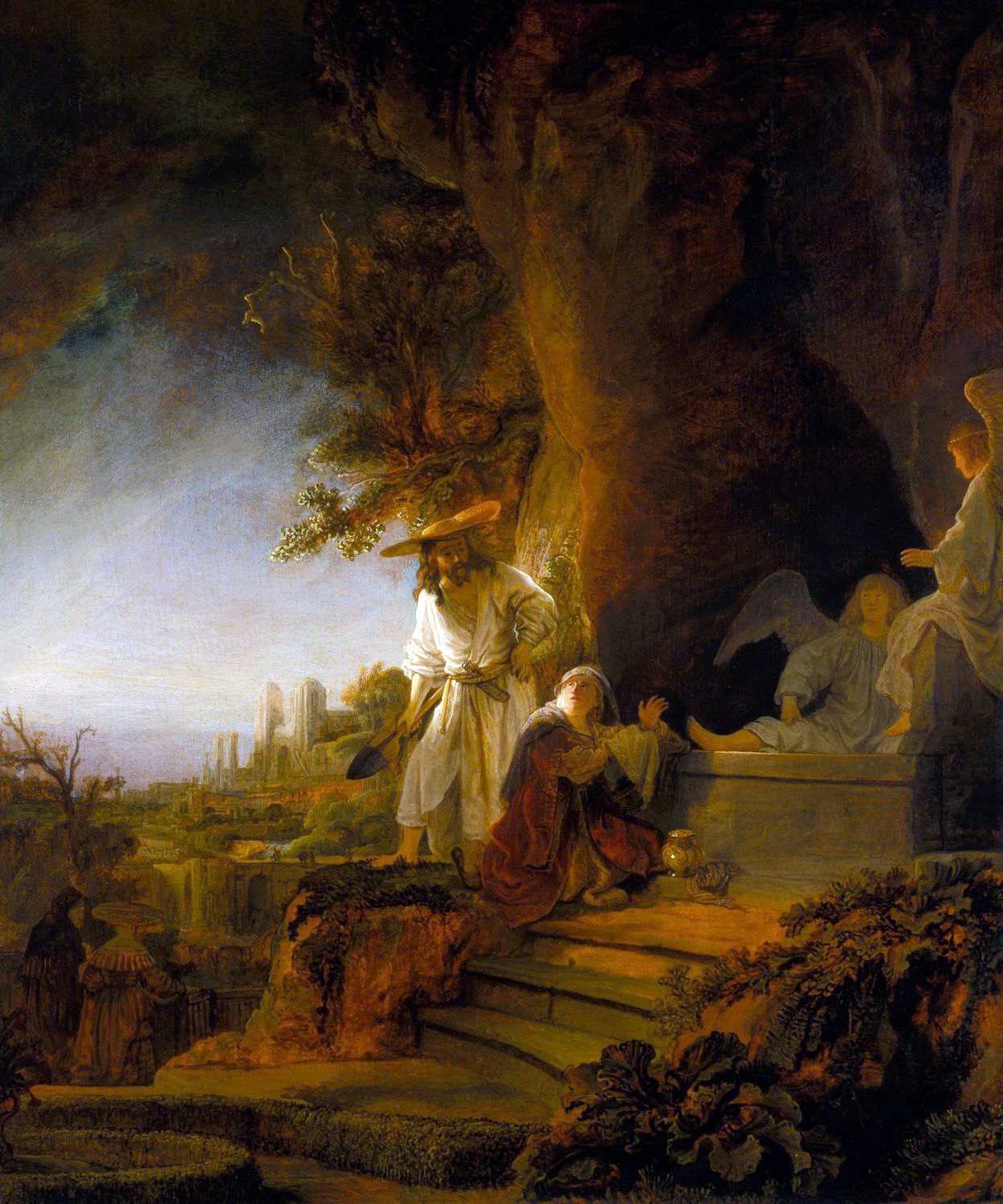
Cristo resucitado se aparece a María la Magdalena, 1638
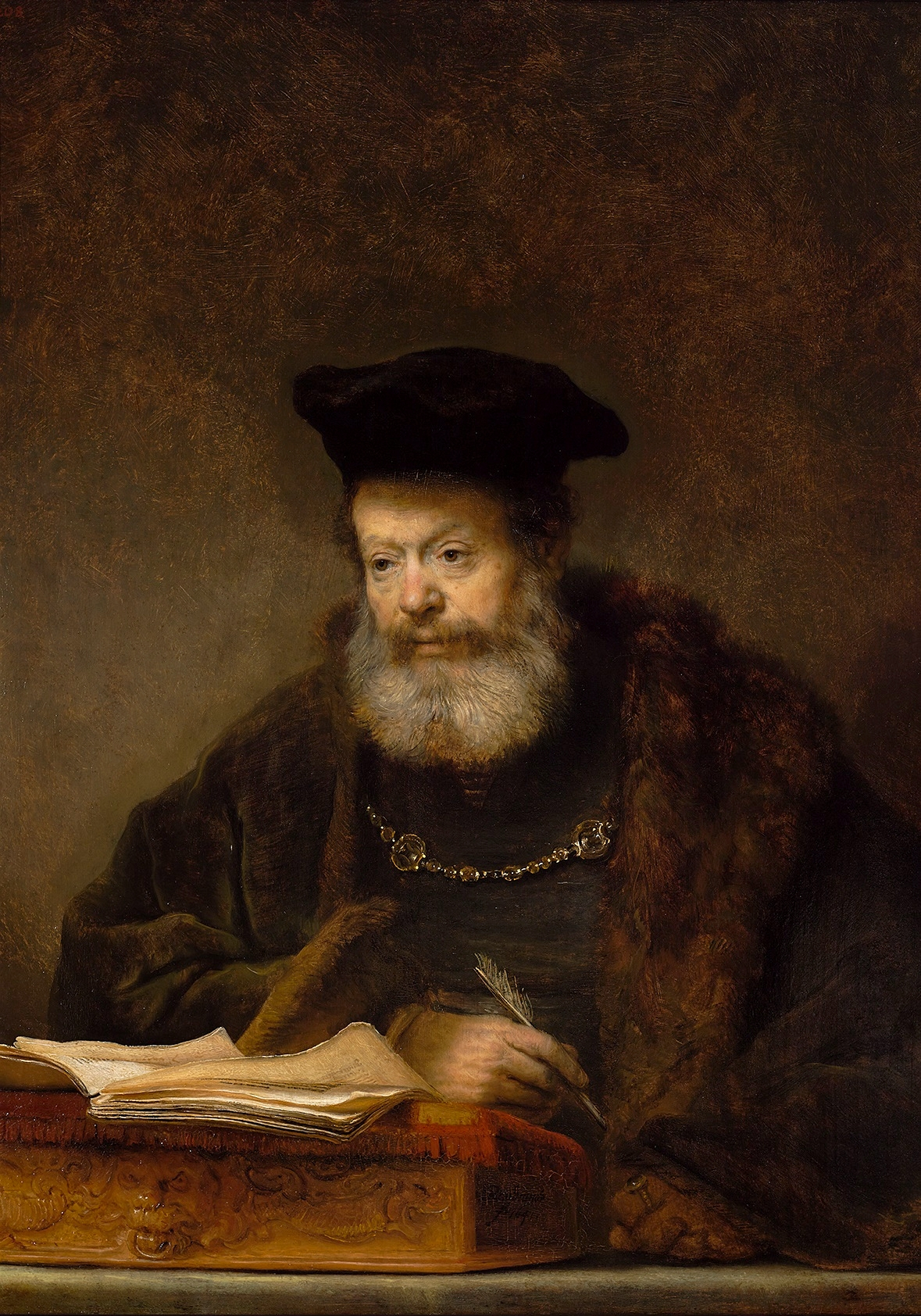
Sabio al pulpitre (1641) Castillo Real de Varsovia
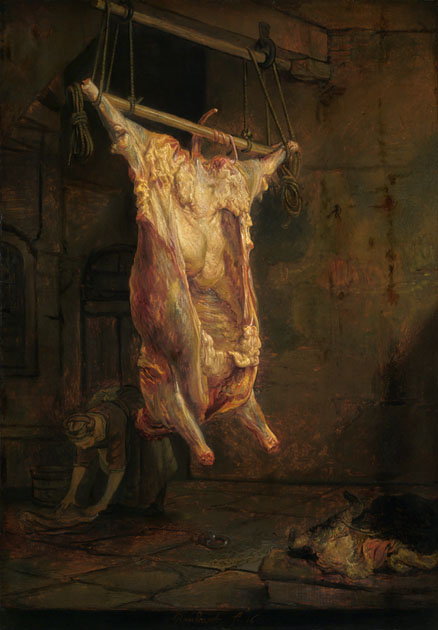
El buey desollado, versión de 1643.
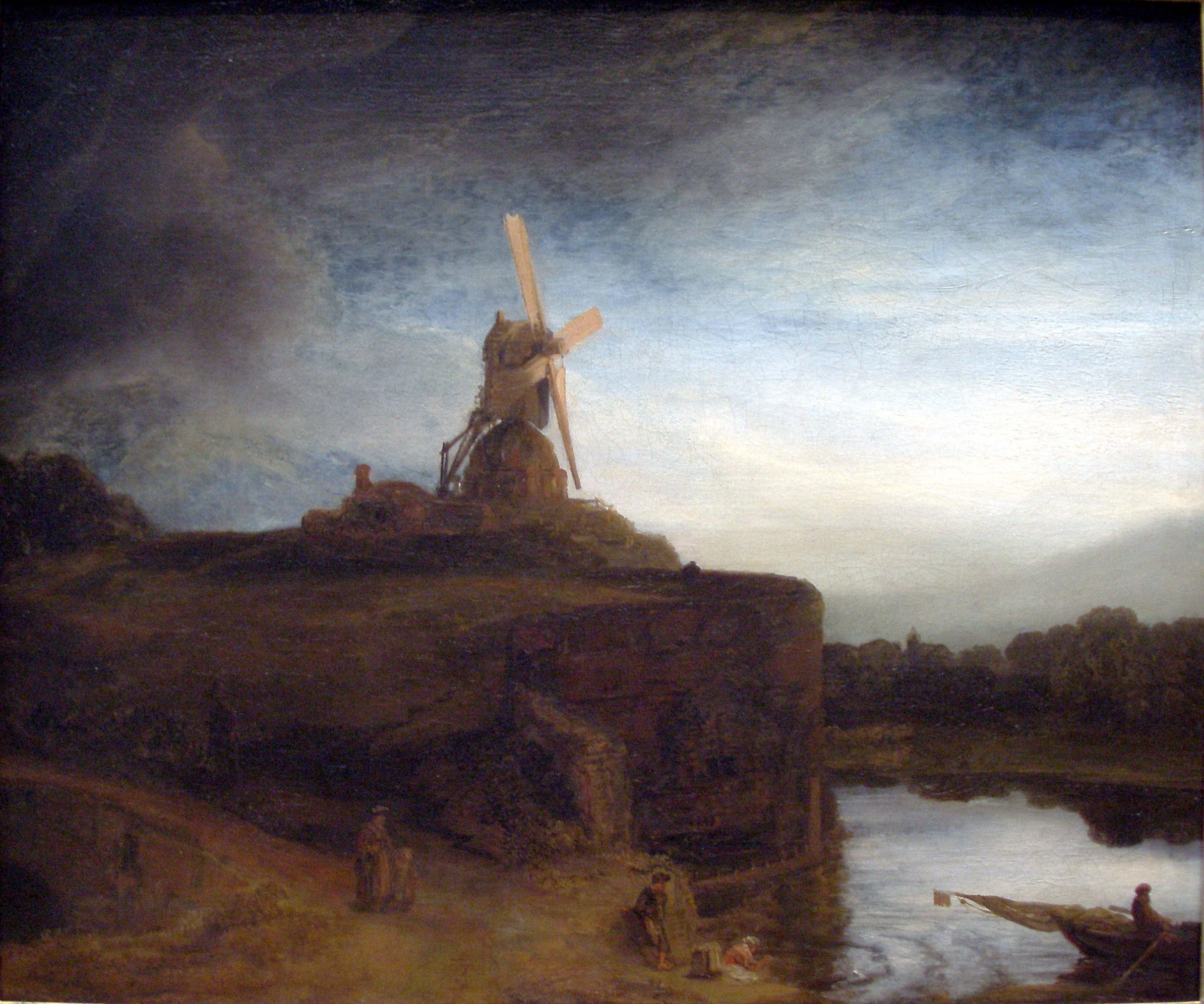
El molino, 1645
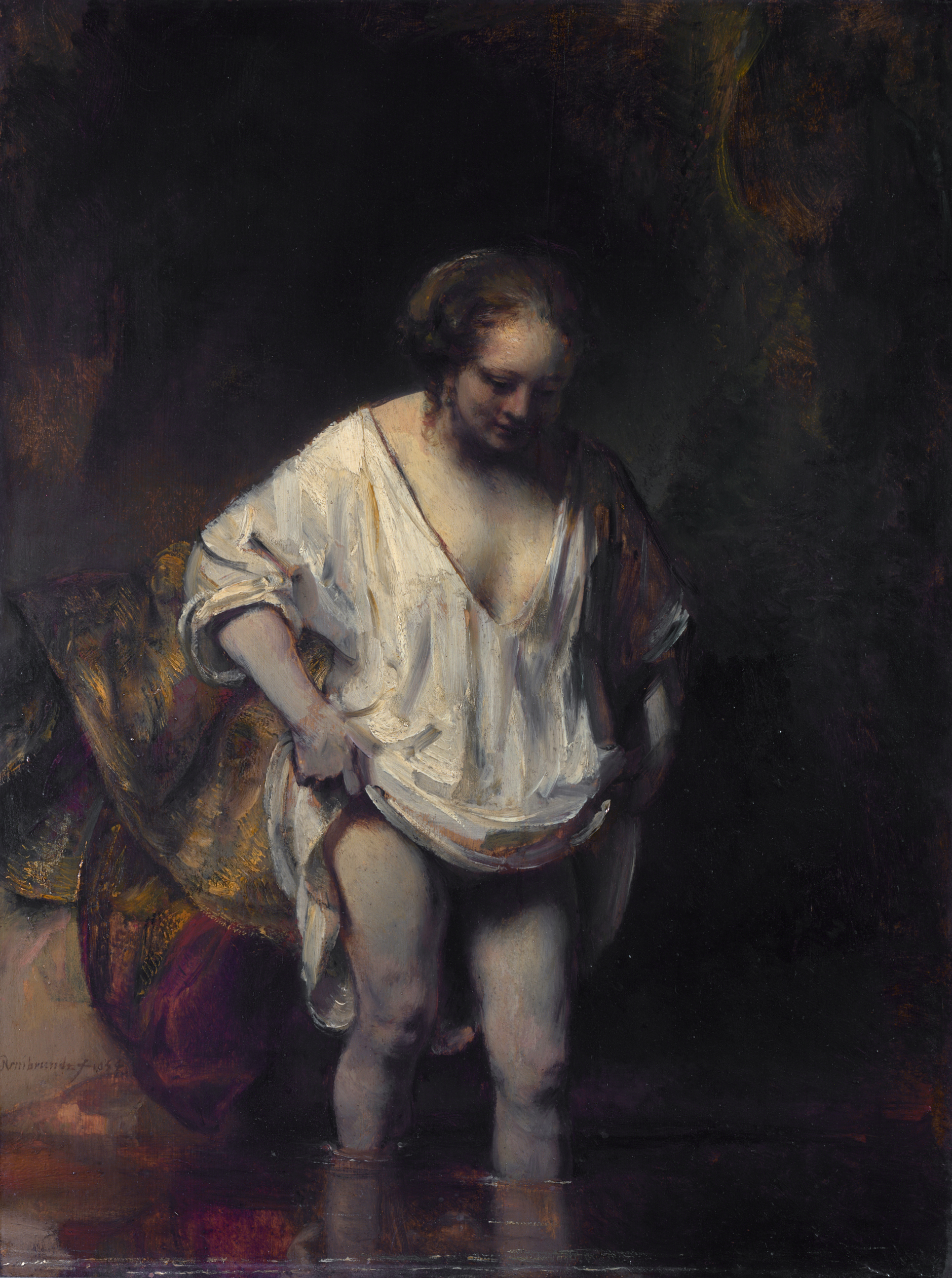
Mujer bañándose, la modelo fue Hendrickje, 1654
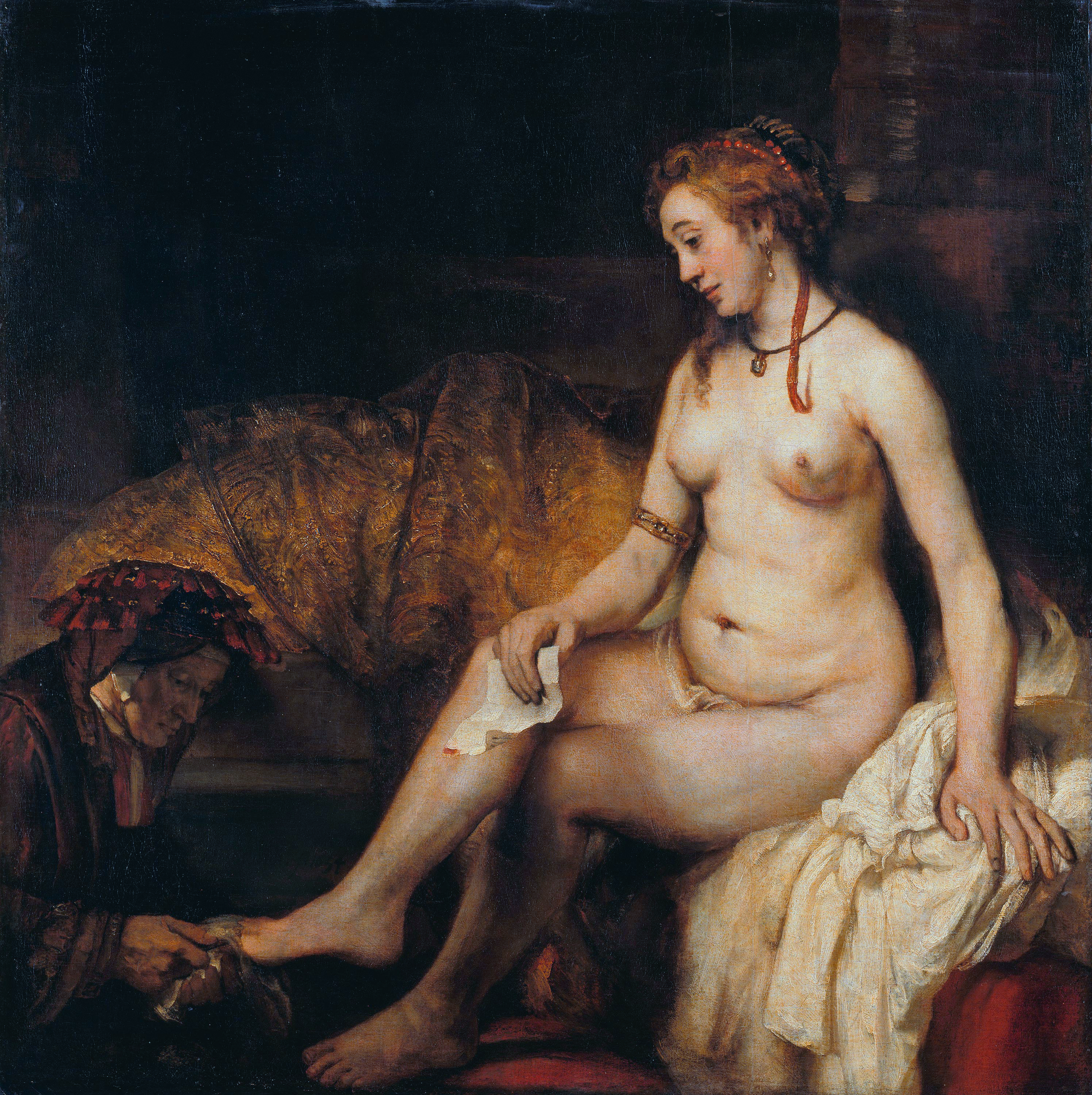
El baño de Bathsheba, también Hendrickje, 1654
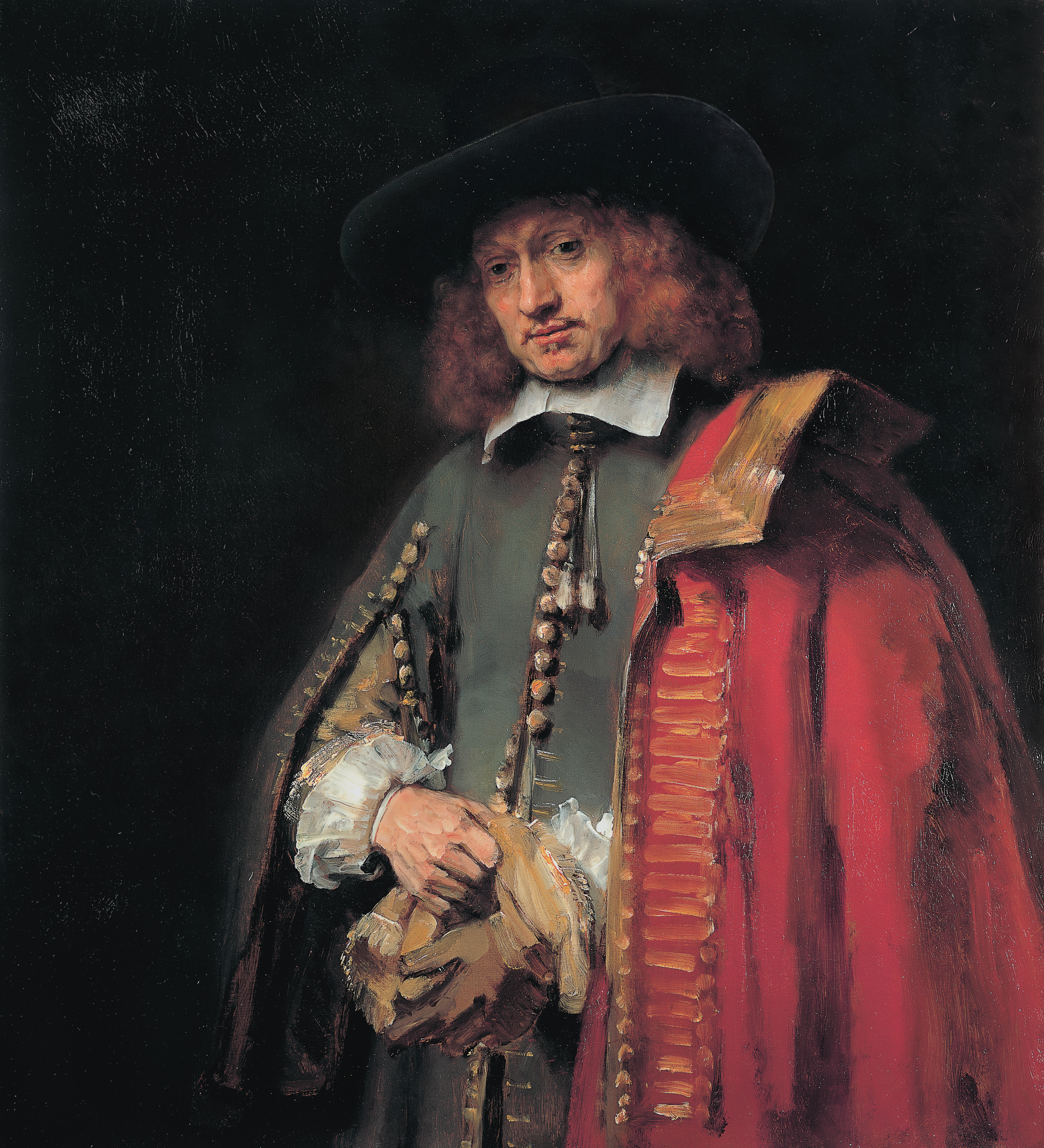
Retrato de Jan Six, 1654, un amigo rico de Rembrandt.
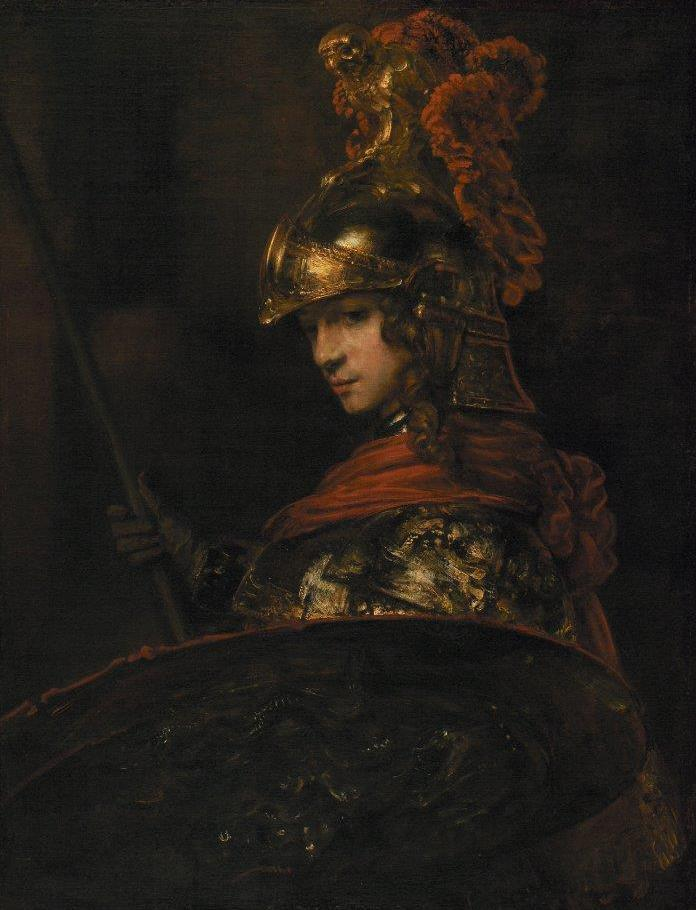
Palas Atenea, 1655
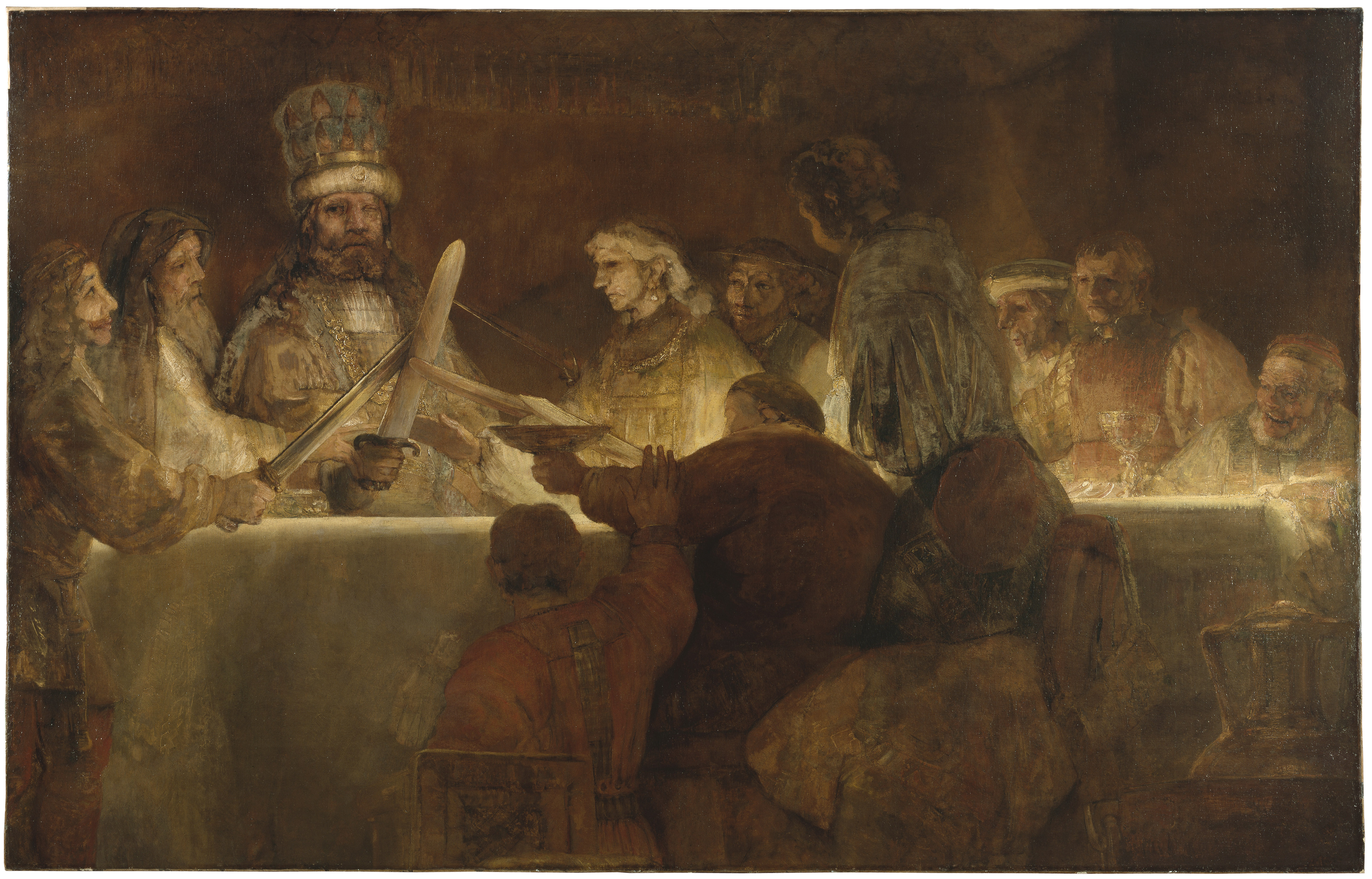
La conspiración de Claudius Civilis (seccionado), 1661-62
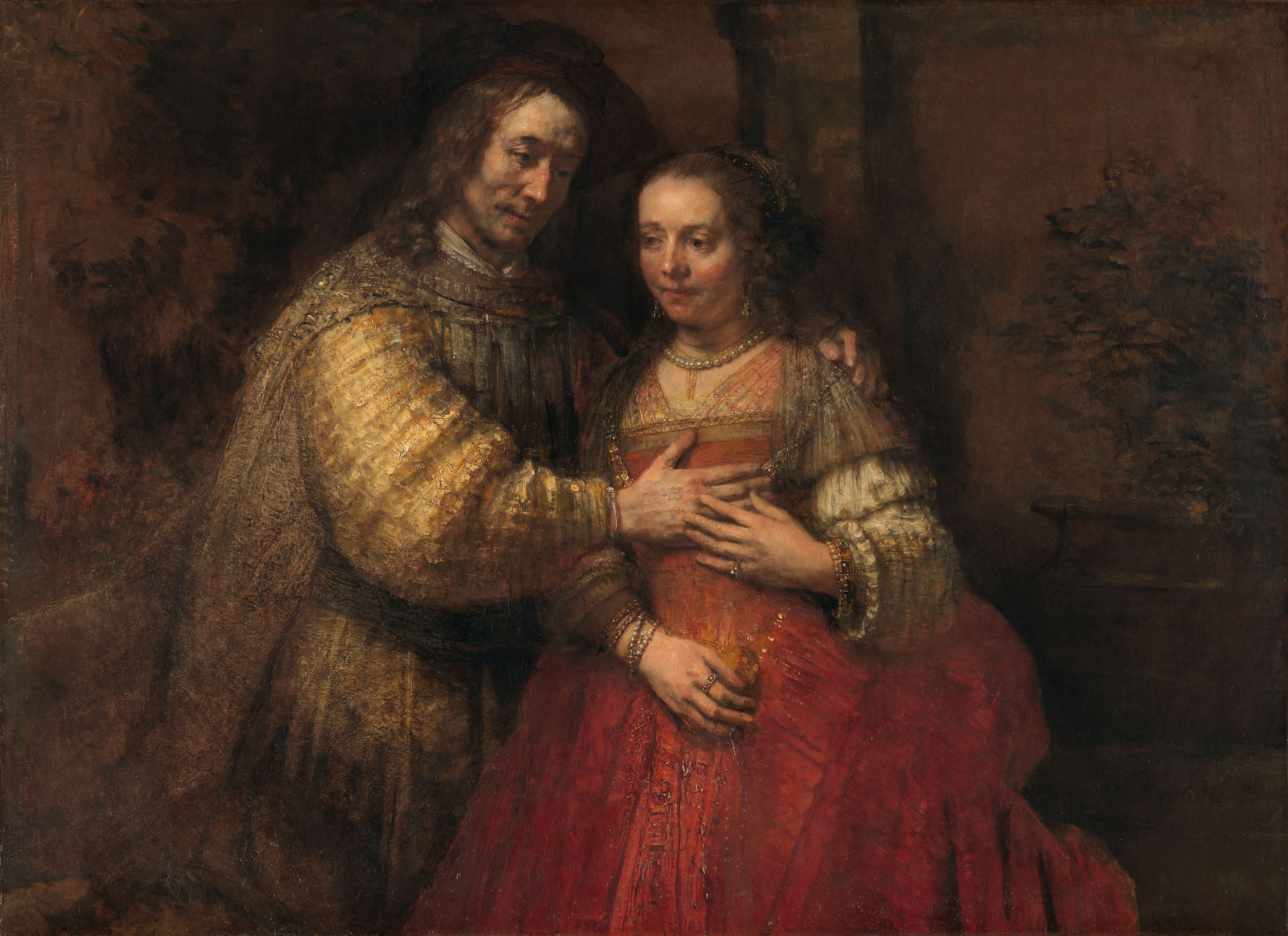
La novia judía, 1666.
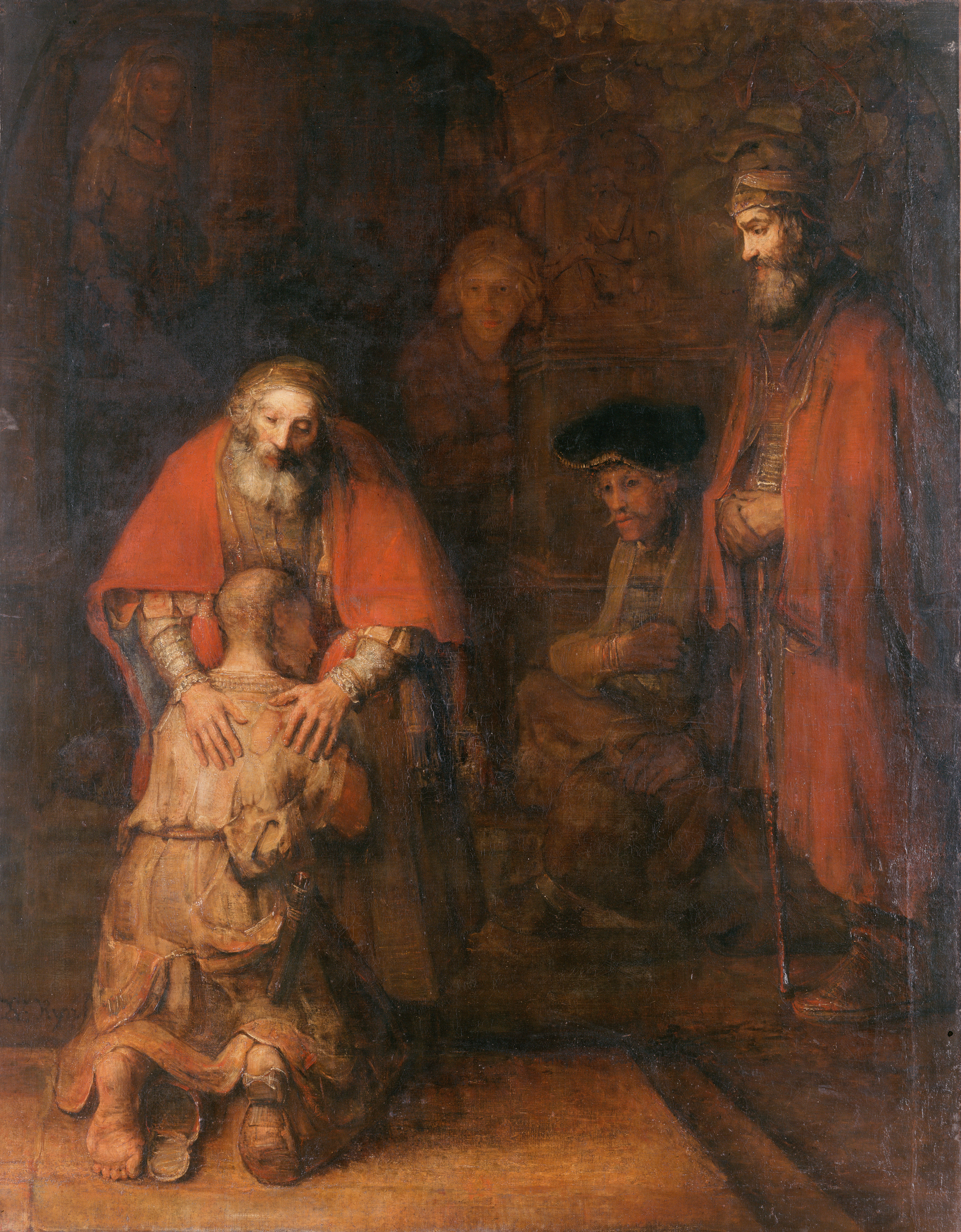
El regreso del hijo pródigo, hacia 1669

## Notas

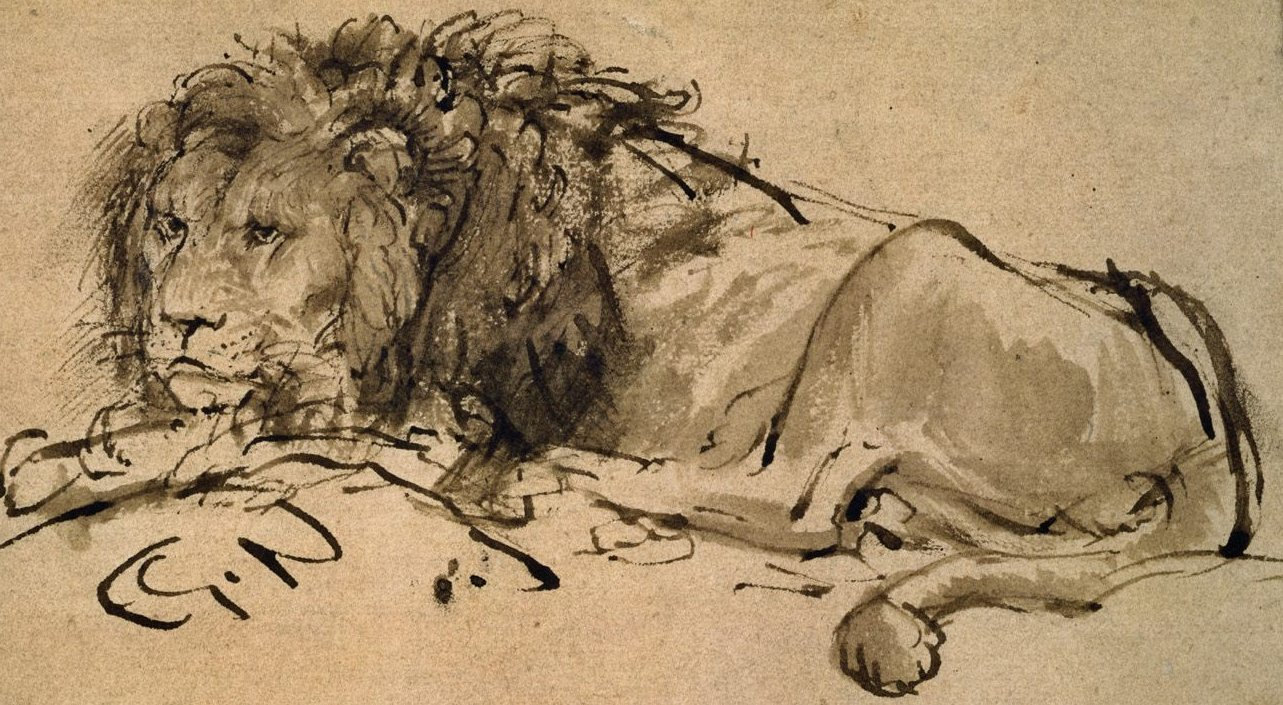
Rembrandt fue un consumado dibujante y se conservan muchos de sus dibujos. En este león resuelto con trazos rápidos consigue transmitir la atenta espera del cazador.

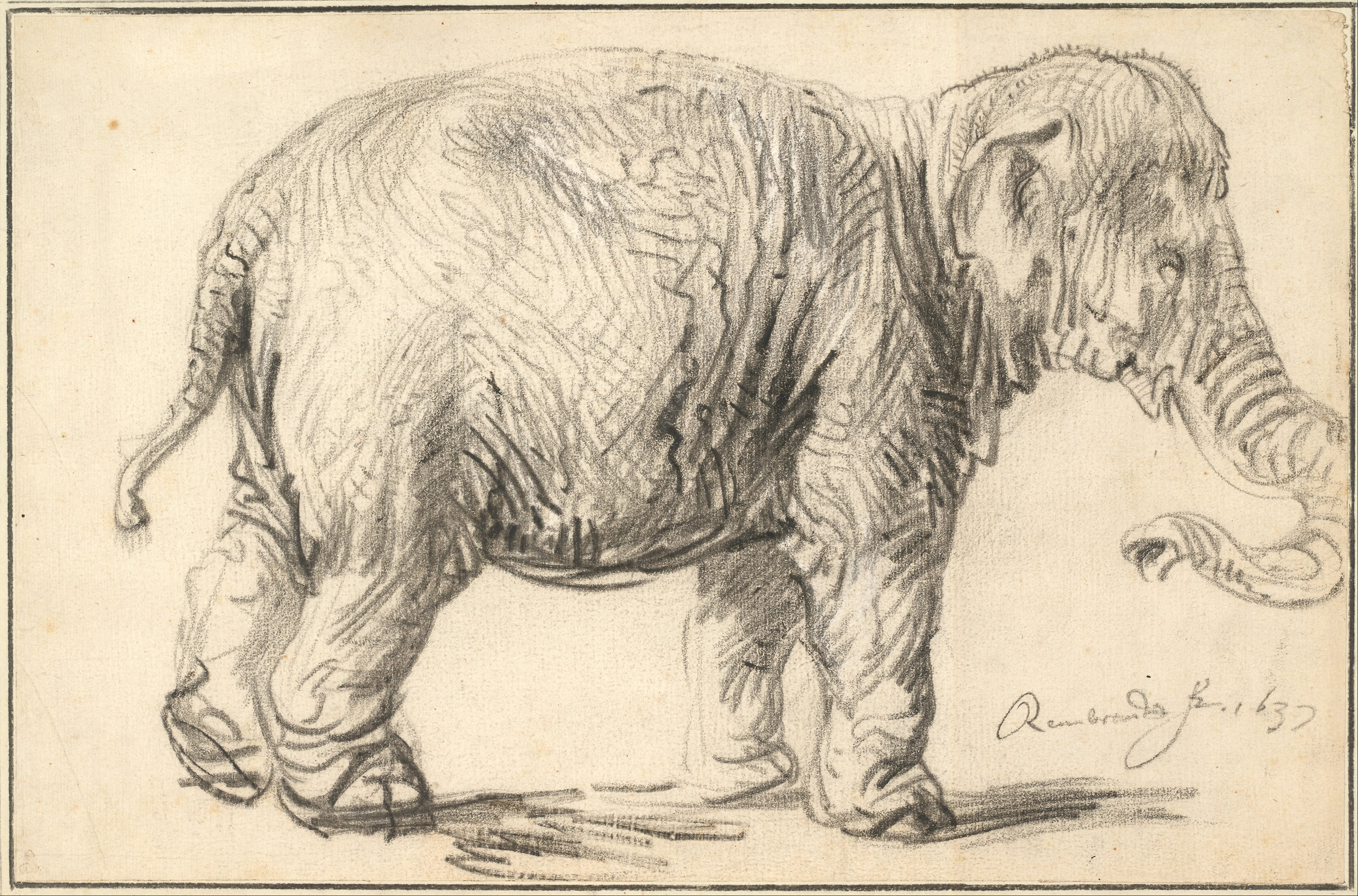
En el dibujo de este elefante, con el único recurso del carbón, reproduce magistralmente la textura de su piel.

### En español
- Resumen biográfico
- Biografía en español
- El genio que vio la luz y murió sin saber que era moderno, artículo en Diario Clarín, Buenos Aires
- Museo con obras de Rembrandt
- Rembrandt, grabador de la Biblia

- Datos: Q5598
- Multimedia: Rembrandt / Q5598
- Citas célebres: Rembrandt